# 2018年の政治
< 2017年 | 2018年の政治 | 2019年 >
2018年の政治（2018ねんのせいじ）では、2018年の政治分野で起きた出来事についてまとめる。なお、国旗が無い記述は日本における出来事である。

## 出来事

### 1月
- 1日 -  スイスの連邦参事会で2017年の連邦副大統領だったアラン・ベルセが連邦大統領に就任[1]。
- 4日 -  ソウル中央地方検察庁、国家情報院から巨額の賄賂を受け取っていたとして国会議員で元副首相兼企画財政部長官の崔炅煥を収賄の疑いで逮捕。同日に朴槿恵前大統領も国家情報院からの収賄および国庫損失、業務上横領の罪で追起訴[2][3]。
- 5日 -  ジョージアの首都トビリシの裁判所は、在任中の2009年に殺人罪で服役していた元警官4人に対し違法に恩赦を与えたとして、ミヘイル・サアカシュヴィリ前大統領に対し職権乱用罪で懲役4年の実刑判決を言い渡した[4]。
- 8日 -  イギリスのテリーザ・メイ首相が内閣改造を行った。ボリス・ジョンソン外務大臣やフィリップ・ハモンド財務大臣など主要閣僚の多くは留任した[5]。
- 9日
  - 前年に日本維新の会の代表選実施を巡り創始者の橋下徹前大阪市長とツイッター上で言い争いをし離党届を提出していた丸山穂高衆議院議員が、離党届を取り下げたことを明らかにした[6]。
  -  アメリカ合衆国下院が「台湾旅行法」の草案を全会一致で可決[7]。
- 10日
  - 会派「無所属の会」が無所属の中村喜四郎衆議院議員の入会を衆議院事務局に届け出た[8]。
  - 民進党は昨年末に蓮舫参議院議員が提出した離党届を受理[9]。
- 11日
  - 社会民主党の吉田忠智党首が自身の任期満了に伴う党首選に出馬しない意向を表明。翌12日に党首選が告示されたが立候補の届け出はなく、26日に改めて告示が行われた[10][11]。
  -  韓国統一部は、金正恩朝鮮労働党委員長の最側近とされる崔竜海党副委員長が党組織指導部長に就任したことを確認したと発表[12]。
- 15日 -  ルーマニアのミハイ・トゥドセ（英語版）首相が党内の信任投票で不信任となったことを受け首相辞任を表明。ポール・スタネスク（英語版）副首相が代行を務めるとみられたが[13]、翌16日になってクラウス・ヨハニス大統領がスタネスクの代行就任を認めず、国防大臣のミハイ・フィフォル（英語版）を指名した[14]。17日、次期首相にヴィオリカ・ダンチラを指名し[15]、29日に正式に首相に就任[16]。
- 16日
  -  チェコのアンドレイ・バビシュ政権の内閣信任決議が賛成78、反対117で否決[17]。
  -  コソボで、セルビア系政治家のオリベル・イバノビッチ（英語版）が走行中の車から銃撃を受け死亡[18]。
- 17日
  - 立憲民主党が会派「立憲民主党」の結成を参議院事務局に届け出た。会派の代表は福山哲郎幹事長が務め、参議院議員6人が参加する[19]。
  -  英国社会で社会的孤独者が増加している問題に対処するため、テリーザ・メイ首相はこの日付で第2次メイ内閣に孤独問題担当国務大臣を設置し、初代大臣にスポーツ・市民社会担当国務次官（英語版）を務めるトレーシー・クラウチ（保守党庶民院議員）を起用することを発表[20]。
- 18日 -  韓国検察、昨年11月に辞任した田炳憲（朝鮮語版）前大統領府政務首席秘書官を収賄や職権乱用などの罪で在宅起訴[21]。
- 19日 -  チェコ議会がアンドレイ・バビシュ首相の免責特権剥奪を賛成多数で可決[22]。
- 22日
  - 沖縄県南城市長選挙投開票。翁長雄志沖縄県知事らオール沖縄勢力の支援を受ける元衆議院議員で新人の瑞慶覧長敏が、自民党・公明党の推薦を受ける現職の古謝景春を65票差で破り初当選[23]。
  - 福島県南相馬市長選挙投開票。無所属新人で元市議の門馬和夫が、3選を目指した現職の桜井勝延を破り初当選[24]。
  - 神奈川県秦野市長選挙投開票。無所属新人で元市福祉部長の高橋昌和が現職で4選を目指した古谷義幸を破り初当選[25]。
  - 第196回国会（通常国会）召集[26]。
  -  リベリアの大統領にジョージ・ウェア就任[27]。
- 23日
  -  ベネズエラ制憲議会（英語版）が、ニコラス・マドゥロ大統領の2019年1月の任期満了に伴う大統領選挙の投票を大きく前倒しし今年4月末までに実施することを決めた[28]。
  -  エジプト軍は、3月下旬に予定される大統領選挙においてシシ大統領の対抗馬と目されていたサミ・アナン（英語版）元参謀総長について「軍の許可なく立候補表明した」とする声明を発表。アナン元参謀総長は出馬断念に追い込まれ、逮捕された。これ以外にも選挙候補受け付けが始まった20日以降、候補者が次々と撤退する異常事態となっている[29]。
- 24日 -  ブラジルの控訴裁判所が収賄と資金洗浄の罪に問われたルラ元大統領に対し禁錮12年の控訴審判決を言い渡した。ルラ元大統領は10月の大統領選挙への立候補を表明していたが、法律の規定により難しくなった[30]。
- 26日
  - 松本文明内閣府副大臣が、沖縄県で米軍ヘリコプターの不時着や緊急着陸が続発している問題をめぐって国会で「それで何人死んだんだ」とヤジを飛ばした責任を取り引責辞任[31]。
  - 社会民主党党首選挙再告示。又市征治幹事長のほかに立候補の届け出はなく、無投票で新党首に選出[32]。
  -  東ティモールのフランシスコ・グテレス大統領は、昨年7月の総選挙で発足した少数与党の内閣と野党の対立による国政停滞を受け議会を解散[33]。
- 27日
  -  大統領選挙（英語版）（決選投票）開票。親ロシア派で現職のミロシュ・ゼマンが親EU派で前チェコ科学アカデミー総裁のイジー・ドラホシュ（英語版）との接戦を得票率差2.8％という僅差で制し再選[34][35]。
  -  香港政府は、3月11日投票の立法会補欠選挙への民主派政党香港衆志の周庭の出馬を認めないと発表[36]。
  -  カタルーニャ自治州の独立問題をめぐりスペイン憲法裁判所は、国家反逆などの罪に問われているカルラス・プッチダモン前州首相が再び州首相に再任するためには司法当局の許可を得た上で州議会に出席する必要があると判断し、ベルギーに滞在したまま州首相に就任することはできないとする決定を下した[37]。
- 28日
  - 岐阜市長選挙投開票。元民主党衆議院議員の柴橋正直が、自民党推薦候補ら他の新人6人を破り初当選[38]。
  - 宮崎市長選挙投開票。無所属で現職の戸敷正が元宮崎県議ら新人2人を破り3選[39]。
  - 岐阜県美濃加茂市長選挙投開票。汚職事件で有罪が確定し辞職した藤井浩人前市長の後継で前副市長の伊藤誠一が初当選[40]。
  - 沖縄県八重瀬町長選挙投開票。自民・公明が推薦する元県議の新垣安弘が、オール沖縄支持の前町議と保守系の元町議の2人を破り初当選[41]。
  -  大統領選挙（英語版）にて現職のサウリ・ニーニストが62.7％の票を獲得し1回目投票で再選[42]。
- 29日
  - 引責辞任した松本文明の後任の内閣府副大臣に田中良生衆議院議員が就任[43]。
  -  中国共産党の王岐山前中央政治局常務委員を第13期全国人民代表大会の代表に選出[44]。
- 30日 -  ケニアで2017年に実施された大統領選挙をめぐりウフル・ケニヤッタ大統領と対立している野党指導者のライラ・オディンガ元首相が首都ナイロビで開かれた集会で一方的に大統領就任を宣誓[45]。
- 31日
  - 東京都議会自民党が総会を開き、同会派を離脱し一人会派「新風自民党」として活動していた大場康宣議員を同日付で復帰させることを了承。これにより、公明党に並び都議会第2会派となった[46]。
  -  ペルーのアルベルト・フジモリ元大統領の次男のケンジ議員が、長姉ケイコが党首を務める最大野党人民勢力党に仲間9人と共に離党届を出したと発表。近く新党を設立すると見られ、人民勢力党は議会で過半数割れとなった[47][48]。

### 2月
- 1日
  - 参議院本会議で、平成29年度補正予算案が与党の自由民主党・公明党と日本維新の会などの賛成多数で可決・成立[49]。
  -  アメリカ合衆国国務省はトーマス・シャノン（英語版）国務次官（政治担当）が辞任すると発表[50]。
  -  セウォル号沈没事故の原因究明のため設置された特別調査委員会の業務を妨害したとして金栄錫（朝鮮語版）前海洋水産部長官が職権乱用などの疑いで逮捕された[51]。
  -  第20代総選挙の際に自身に近い候補を当選させるため違法な世論調査に関与したとして朴槿恵前大統領が公職選挙法違反罪で追起訴された[52]。
- 3日 -  赤道ギニアのテオドロ・オビアン・ンゲマ・ムバソゴ大統領がフランシスコ・パスクアル・オバマ・アスエ（英語版）内閣を解散[53]。しかし2日後の2月5日にアスエを再び首相に任命した[54]。
- 4日
  - 山口県知事選挙で自民、公明、連合山口の推薦する現職村岡嗣政が共産、社民推薦の新人を破り再選[55]。
  - 長崎県知事選挙で自民、公明推薦の現職中村法道が共産推薦の新人を破り3選[56]。
  - 名護市長選挙で自民、公明、維新推薦の元市議渡具知武豊が、辺野古への普天間基地移設反対を訴える、民進、共産、自由、社民、沖縄社会大衆推薦、立憲支持の現職稲嶺進を破り、初当選[57]。
  -  キプロス大統領選挙（英語版）の決選投票で現職のニコス・アナスタシアディスが55.99％の票を獲得し再選[58]。
  -  コスタリカ大統領選挙（英語版）は保守系キリスト教の歌手でテレビ司会者のファブリシオ・アルバラド・ムニョス（英語版）が25％、カルロス・アルバラド・ケサダが22％の票を獲得し、4月1日投開票の決選投票へ進出[59][60]。
  -  サハラ・アラブ民主共和国（西サハラ）のブラヒム・ガリ大統領はムハンマド・ワリ・アケイク（英語版）を首相に任命[61]。
  -  エクアドルで大統領の再選を制限する規定を盛り込んだ憲法改正の是非を問う国民投票（英語版）が実施され、64％の国民が制限に賛成[62]。
- 5日
  -  モルディブのアブドゥラ・ヤミーン大統領が15日間の非常事態宣言を出し、その後警察が最高裁のアブドゥラ・サイード長官や野党寄りのマウムーン・アブドル・ガユーム元大統領らを逮捕。最高裁は1日に政治犯の釈放や罷免された国会議員の復権をヤミーンに命じていたが、ヤミーンは無視し両者は対立していた[63][64]。
  -  オランダ政府は特別自治体シント・ユースタティウス島の運営が非民主的であり、本国の法律が蔑ろにされていることを理由に直接統治することを決定し、議会にてその方針が承認された。2月6日に島政府機関の解体と行政執行者である副知事代行を解任し、2月7日に新たに政府委員ポストを設置した[65][66]。
- 6日 - 日本維新の会は役員会で、5日の予算委員会で不規則発言を繰り返した足立康史衆議院議員に対し、国会議員団幹事長代理などの役職を解き、当面は国会質問をさせない方針を決定[67]。
- 7日
  -  メルケル首相率いるキリスト教民主・社会同盟と社会民主党の2大政党が大連立を組むことで合意[68]。
  -  バングラデシュ次期大統領を決定する選挙の候補が現職のアブドゥル・ハーミドただ一人となり、ハーミドの再選が確定[69]。
- 8日 -  バングラデシュの特別裁判所は、汚職の罪に問われた野党バングラデシュ民族主義党党首で前首相のカレダ・ジアに禁錮5年を言い渡した[70]。
- 12日 -  ウクライナの治安当局は首都キエフで「不法滞在」を理由にジョージアのミヘイル・サアカシュヴィリ前大統領を拘束し、ポーランドに強制追放した[71]。
- 13日
  -  大連立合意以降党内で続く混乱の収拾を図るため、社会民主党のマルティン・シュルツ党首が辞任し、後任に連邦議会のアンドレア・ナーレス会派代表を指名[72]。
  -  オランダのハルベ・ザイルストラ（英語版）外務大臣が辞任。ロシアのプーチン大統領が出席した会合でウクライナなどを含む「大ロシア」に戻りたいとの願望をプーチンから直接聞いたとする発言を行っていたことが発覚し、虚偽であることを認めた[73]。同日、第二院（下院）はルッテ内閣不信任決議案を賛成43反対101で否決[74]。
  -  2件の汚職疑惑を巡り、ベンヤミン・ネタニヤフ首相を収賄や詐欺、背任の罪で起訴するよう警察が勧告[75]。
  -  グアテマラのアルバロ・コロン元大統領やフアン・フエンテス（英語版）元財務大臣らが在職中の汚職容疑で逮捕された[76]。
  -  中国最高人民検察院は天津市の検察当局が孫政才前重慶市共産党委員会書記を収賄罪で起訴したと発表[77]。
  -  野党第2党「国民の党」と野党第3党「正しい政党」が統合し、新党「正しい未来党」が発足[78]。
- 14日 -  南アフリカ共和国のジェイコブ・ズマ大統領が辞任。シリル・ラマポーザ副大統領が大統領代行に就任し、翌15日には議会の大統領選挙にて対立候補なく大統領に選出された[79][80]。
- 15日
  -  エチオピアにて2015年から2016年にかけて発生した反政府デモにより数百名の犠牲者が出た責任を取る形で、ハイレマリアム・デサレンが首相と与党エチオピア人民革命民主戦線(EPRDF)議長の両方を辞任すると発表[81][82]。
  -  ネパールのビドヤ・デビ・バンダリ大統領がK.P.シャルマ・オリを首相に任命[83]。
- 16日
  -  ロシアの2016年米大統領選への干渉疑惑などを捜査するロバート・ミュラー特別検察官は、トランプ陣営が有利になるようソーシャルメディア上で偽アカウントを運用するなどしたとして、ロシアの個人13人および企業3社を訴追したと発表[84]。
  -  政治犯釈放を要求するストライキや首相の電撃辞任など混乱が続くエチオピアが非常事態宣言[85]。翌17日には政府が非常事態宣言を6か月間維持する方針を表明[86]。
- 17日 - 2016年の市長選の際に告示日前に推薦依頼状を渡すなどしたとして、公職選挙法違反の疑いで埼玉県白岡市の小島卓市長が書類送検されていたことが分かった[87]。
- 19日 - 取材しようとした新聞記者に暴言を吐き問題になっていた兵庫県西宮市の今村岳司市長が辞職願を提出[88]。
- 21日
  -  パキスタン最高裁判所は、パナマ文書への関与が発覚し失職したナワズ・シャリフ前首相に与党PML-Nの党首を退くよう命じた。その後27日にシャリフ前首相の弟のパンジャーブ州首相シャバズ・シャリフが暫定党首に就任[89][90]。
  -  ベネズエラの野党連合民主統一会議は公平な実施を期待できないとして、4月22日に予定される大統領選挙（英語版）をボイコットすると発表[91]。
- 22日 -  ロバート・ミュラー特別検察官は、大統領選でトランプ陣営の選対本部長を務めたポール・マナフォートと同陣営元幹部のリック・ゲーツ（英語版）を脱税や詐欺など計35の罪で追起訴[92]。
- 23日 -  側近女性との不倫が発覚し問題になっていたオーストラリアのバーナビー・ジョイス副首相が、副首相と国民党党首を辞任する意向を表明[93]。
- 24日 -  中国共産党は、楊晶国務委員に重大な規律違反があったとして、公職を免職し1年間の謹慎とするなどの処分を決めた[94]。
- 25日
  - 社会民主党は党大会において幹事長の又市征治を新党首に選任。後任の幹事長は吉川元政策審議会長が兼務[95]。
  -  カンボジア議会上院選挙（英語版）投開票。フン・セン首相率いる与党カンボジア人民党が58の改選議席すべてを獲得し、圧勝[96]。
- 26日 -  オーストラリア国民党は、不倫問題で辞任したバーナビー・ジョイスの後任の党首にマイケル・マコーマック（英語版）退役軍人担当大臣を選出。同日中にマコーマック党首はターンブル連立政権の副首相にも就任[97][98]。
- 27日 - 健康上の理由により江崎鉄磨内閣府特命担当大臣（沖縄及び北方対策担当・消費者及び食品安全・海洋政策）が辞任し、後任には福井照元文部科学副大臣が就任[99]。
- 28日
  - 衆議院本会議で、強引な委員会運営をしたとして野党5党が提出した河村建夫予算委員長解任決議案を与党などの反対多数で否決した後、平成30年度予算案を与党の自民・公明両党の賛成多数で可決した[100]。
  -  米ホワイトハウスはホープ・ヒックス広報部長が辞任すると発表[101]。
  -  台湾独立建国連盟米国本部元主席郭倍宏、李登輝元総統、呂秀蓮元副総統、黄国昌時代力量主席ら台湾独立派が記者会見を開き、国号を「台湾」とすることの是非を問う住民投票や国連加盟を目指す政治団体「喜楽島連盟」を4月7日に発足させると発表[102]。

### 3月
- 1日 -  ベネズエラの選挙管理当局は4月22日に実施を予定していた大統領選挙（英語版）を5月20日に延期すると発表[103]。
- 2日 -  アルメニア議会は大統領選挙を行い、唯一の候補者だったアルメン・サルキシャン元首相を賛成90・反対10票で次期大統領に選出、4月9日就任[104]。
- 3日 -  パキスタン議会上院選挙（英語版）。与党パキスタン・ムスリム連盟ナワーズ・シャリーフ派が非改選と合わせ33議席を確保し第1党となった[105]。
- 4日
  -  ドイツ社会民主党は党員投票でアンゲラ・メルケルを首班とするドイツキリスト教民主同盟、キリスト教社会同盟との連立政権樹立を賛成66％、反対34％で承認[106]。
  -  イタリア総選挙投票。中道右派連合が37％の得票を得て最大勢力となった。その中でも、厳しい移民政策を掲げる欧州懐疑主義政党の同盟が最も多く得票。新興のポピュリズム政党五つ星運動は単独の政党としては最多の約32.7％の得票を得て躍進[107]。
  -  エルサルバドル総選挙（英語版）執行。民族主義共和同盟（英語版）が84議席中37議席を獲得し第1党を維持、ファラブンド・マルティ民族解放戦線は23議席で第2党[108]。
- 5日
  -  第13期全国人民代表大会が開幕[109]。
  -  イタリア総選挙で大敗した与党民主党党首のマッテオ・レンツィ前首相が党首を辞任する意向を表明[110]。
- 6日
  -  ゲイリー・コーン米国家経済会議議長が辞任を表明。トランプ大統領が表明した鉄鋼製品などに高関税をかける方針に強く反発していた[111]。
  -  前日に女性秘書から性的暴力被害を実名で告発されていた安熙正忠清南道知事が辞任。安知事は昨年5月の大統領選の共に民主党予備選で文在寅現大統領に続く次点であり、文大統領の後継有力候補として名前が挙がっていた[112]。
- 9日 - 国税庁の佐川宣寿長官が、森友学園問題における国会対応に丁寧さを欠き審議の混乱を招いたことや書き換え疑惑のある決裁文書の国会提出時の担当局長だったことなどを理由に辞任[113]。
- 11日
  - 石川県知事選挙で現職の谷本正憲が共産推薦候補を破り現職知事では最多の7選[114]。
  - 石垣市長選挙で自民、公明、維新推薦の現職中山義隆が、石垣市への陸上自衛隊配備反対を訴える、民進、共産、自由、社民、沖縄社会大衆推薦の元市議宮良操ら2候補を破り、3選[115]。
  -  全国人民代表大会は国家主席の任期を2期10年までに制限した規定を撤廃する憲法改正案を可決。賛成2958票に対して反対は2票、棄権3票で賛成票が99%を上回った[116]。
  -  チリ大統領にセバスティアン・ピニェラ就任、ミシェル・バチェレは任期満了で退任[117]。
  -  ユーコン準州の弁務官にアンジェリーク・ベルナール着任[118]。
  -  国民戦線が党大会を開き、マリーヌ・ル・ペン党首を再選。マリーヌは国民連合への改称を提案した。また同日、党の創始者でありマリーヌの父親であるジャン＝マリー・ル・ペンから党の名誉職を剥奪[119]。
  -  コロンビア上下両院議会選挙（英語版）。政府が左翼ゲリラコロンビア革命軍（FARC）が結んだ和平合意をFARCに厳しい内容に修正することなどを掲げたウリベ前大統領率いる右派政党民主中道党（英語版）が上下両院で改選前より13議席増やした一方、和平合意に尽力したサントス大統領が所属する全国統一社会党（英語版）は上下両院で改選前より19議席減らした。政党に転じた人民革命代替勢力（FARC）は得票率0.4%未満と伸び悩んだ[120]。
  -  民主派議員ら6人が議員資格を剥奪されたことに伴う香港立法会補欠選挙（英語版）。民主派は対象となる4議席のうち2議席の獲得にとどまり、議員資格剥奪で失った議席の回復はならなかった[121]。
- 13日
  -  トランプ米大統領はレックス・ティラーソン国務長官を解任し後任にマイク・ポンペオCIA長官を充てると発表。新たなCIA長官としてはジーナ・ハスペル副長官を指名。また、ティラーソン国務長官解任に関しホワイトハウスの説明と相反する声明を出したスティーブ・ゴールドスティーン国務次官（公共外交・広報担当）も同日中に解任[122]。
  -  アメリカ合衆国下院議会ペンシルベニア州18選挙区補欠選挙（英語版）。民主党のコナー・ラム（英語版）が共和党のリック・サコーン（英語版）を約750票の僅差で上回り勝利[123]。
  -  ネパール大統領選挙（英語版）で現職のビドヤ・デビ・バンダリがクマリ・ラクスミ・ライ(Kumari Laxmi Rai)を破り再選[124]。
  -  グレナダ総選挙（英語版）で前回に引き続き、与党新国民党が全15議席を獲得[125]。
- 14日
  - 自民党平成研究会の政治資金パーティーにて額賀福志郎会長は退任を表明すると同時に後任に竹下亘自民党総務会長を指名[126]。
  -  スロベニア最高裁は2017年9月に行われたコペル-ディヴァーチャ間第2鉄道の建設を問う国民投票（英語版）を無効とする判断を下し、ミロ・ツェラル首相は抗議の意を示すため同日中に首相を辞任すると発表[127]。
  -  スロバキアのロベルト・フィツォ首相が先月にジャーナリストとその婚約者が遺体で見つかった事件を受け、前倒し総選挙の回避と後継者を自身の党から出すことを条件に首相辞任を表明[128][129]。
  -  アンゲラ・メルケルがドイツ連邦首相に選出、第4次メルケル内閣が発足[130]。
- 16日 -  アメリカ合衆国大統領のドナルド・トランプが台湾旅行法案に署名し、台湾旅行法が成立[131]。
- 17日
  -  全国人民代表大会は習近平を国家主席に再選、前中国共産党中央政治局常務委員会委員の王岐山を国家副主席に選出[132]。
  -  モーリシャスのアミーナ・グリブ＝ファキム大統領がNGOから提供されたクレジットカードを私的に流用した疑惑を受け、大統領辞任を表明[133]。23日にバーレン・ヴヤプーリ（英語版）副大統領が大統領代行に就任[134]。
  -  ボスニア・ヘルツェゴビナの大統領評議会議長にバキル・イゼトベゴヴィッチが就任[135]。
- 18日
  - ロシア大統領選挙投開票。現職のウラジーミル・プーチンが2012年の前回選を上回る76％の票を得て当選[136]。
  -  全国人民代表大会は李克強を国務院総理に再選、国務院と同格となる新設の汚職摘発機関・国家監察委員会の初代主任に楊暁渡中国共産党中央規律検査委員会副書記を選出[137]。
  -  トリニダード・トバゴの大統領にポーラ＝メイ・ウィークス就任。同国初の女性大統領[138]。
- 20日
  - 森友学園への国有地売却に関する財務省決裁文書の改竄をめぐり、当時理財局長だった佐川宣寿前国税庁長官の証人喚問を27日午前に実施することを参議院予算委員会が全会一致で議決。22日には衆議院予算委員会も佐川前長官の証人喚問を27日午後に実施することを全会一致で議決[139]。
  -  フランスのニコラ・サルコジ元大統領が2007年大統領選の際にカダフィ体制下のリビアから5,000万ユーロに及ぶ違法な政治献金を受けた疑惑に関する事情聴取のため警察に身柄を拘束された。翌21日には汚職、違法な選挙資金調達、リビアからの公金の隠匿の容疑で訴追された[140]。
  -  スロバキアのアンドレイ・キスカ大統領はペテル・ペレグリニ暫定首相が提出した新政権の閣僚人事案を認めないと発表し、23日までに人事案を再提出するよう指示[141]。
  -  2011年のノルウェー連続テロ事件で標的となった野党労働党について9日に「国の安全よりテロリストの権利を重視している」とFacebookに書き込み批判を浴びていたシルヴィ・リストハウグ（英語版）公安相が辞任[142]。
  -  第13期全国人民代表大会が閉幕[143]。
- 21日
  - 静岡県沼津市の大沼明穂市長が自宅で倒れ急死[144]。
  -  ミャンマーのティンチョー大統領が辞任し、国軍出身のミンスエ第一副大統領が大統領代行に就任[145]。
  -  ペルーのペドロ・パブロ・クチンスキ大統領が辞任を表明。翌日に議会での大統領罷免決議案の採決を控えていた[146]。23日に議会でクチンスキの辞職が了承され、マルティン・ビスカラ第1副大統領が大統領に就任[147]。
  -  アンティグア・バーブーダ総選挙を実施。与党アンティグア労働党が17議席中15議席を獲得し勝利[148]。
- 22日
  -  大韓民国検察庁は李明博元大統領を収賄などの容疑で逮捕[149]。
  -  トランプ米大統領は、ハーバート・マクマスター国家安全保障問題担当大統領補佐官を解任し、後任にジョン・ボルトン元国連大使を充てると表明[150]。
  -  スペインのカタルーニャ自治州議会はジョルディ・トルゥール（英語版）の州首相就任に対する信任投票を実施。承認には議会定数の過半数の68票が必要だったが賛成64票にとどまり否決[151]。24日の再投票で出席者の過半数を獲得すれば首相就任が了承される予定であったが、トルゥールが23日に2017年の独立住民投票に絡み逮捕されたため、投票そのものが取りやめに[152]。
- 25日 -  前カタルーニャ自治州首相のカルラス・プッチダモンが、スペインから出されていた欧州逮捕状に基づいてドイツ国内で逮捕[152]。
- 26日
  - 熊本市議会は本会議にて、市と業務委託契約を結んだ市漁協の代表理事を務めていた北口和皇議員について、地方自治法の兼業禁止規定に抵触し議員資格がないと決定。北口議員は同日付で失職[153]。しかし7月12日に県が市議会の決定を取り消す裁決を発表し、北口議員は同日、失職した3月26日にさかのぼって市議に復職[154]。
  -  ブラジル連邦地裁は、在任中の収賄とマネーロンダリングの罪で禁錮12年1月の有罪判決を受けたルラ元大統領の異議申し立てを却下した。二審で有罪となった被告は8年間被選挙権を失うため、ルラ元大統領が10月の大統領選に出馬できる可能性は原則なくなった[155]。
- 27日 - 衆参両院の予算委員会で、森友学園への国有地売却に関する財務省決裁文書の改竄をめぐり、当時理財局長だった佐川宣寿前国税庁長官に対する証人喚問が実施された。安倍総理や昭恵総理夫人の関与については明確に否定したが、改竄の経緯や自身の関与などについては「刑事訴追の恐れ」を理由に証言拒否を連発した[156]。
- 28日
  - 参議院本会議で、平成30年度予算が自民、公明両党などの賛成多数で可決・成立。一般会計総額は97兆7128億円で、6年連続で過去最大を更新した。安倍首相の看板政策「人づくり革命」などの関連施策が予算計上され、待機児童対策や教育無償化が柱。北朝鮮のミサイル対策のための陸上配備型迎撃ミサイルシステム「イージス・アショア」導入経費なども盛り込まれた[157]。
  -  ミャンマー議会は次期大統領にウィンミン前下院議長を選出。30日に就任[158]。
  -  トランプ米大統領は、公金の不正使用で批判を受けていたデービッド・シュルキン退役軍人長官の解任を発表。後任には大統領の主治医ロニー・ジャクソン（英語版）を指名する[159]。
- 29日 -  フランスの予審判事は、自身に対する違法献金捜査の情報を要職のあっせんと引き換えに当時の破棄院裁判官から不正入手しようとしたとして、汚職や地位乱用の罪でニコラ・サルコジ元大統領に対する公判請求を行った[160]。
- 30日
  - 民進党は両院議院総会を開き、大塚耕平代表が表明した希望の党などとの新党結成構想を承認[161]。
  - 愛媛県大洲市の清水裕市長が執務後に自宅で倒れ急死[162]。
  - 政務活動費を不正受給したとして堺市議会から昨年5月に辞職勧告を受けた小林由佳市議が辞職願を提出し受理された[163]。
- 31日 - シエラレオネ共和国大統領選挙の決選投票が実施され，野党シエラレオネ人民党のジュリウス・マーダ・ビオが大統領に選出された[164]。

### 4月
- 1日
  -  ボツワナのイアン・カーマが憲法の定める大統領任期の上限10年に達したため前日3月31日をもって大統領を退任し、モクウィツィ・マシシ副大統領が大統領に昇格[165]。
  -  コスタリカ大統領選挙（英語版）の決選投票でカルロス・アルバラド・ケサダが61％の票を獲得し当選、保守系キリスト教の歌手でテレビ司会者のファブリシオ・アルバラド・ムニョス（英語版）は39％で落選[166]。
  -  ロシア・ケメロヴォ州のショッピングセンターで3月25日に64人が死亡、79人が負傷した火災が発生した責任を取る形でアマン・トゥレーエフ（英語版）知事が辞任。セルゲイ・チビリョフ（ロシア語版）副知事が知事代行に就任[167]。
- 2日
  - 和歌山県那智勝浦町の森崇町長が肺がん治療に専念するため辞職願を提出[168]。
  -  エチオピアの首相にアビィ・アハメド就任[169]。
  -  ペルーの首相にセザー・ヴィジャヌエヴァ（英語版）就任[170]。
  -  3月26～28日に実施されたエジプト大統領選挙の集計結果が発表され、現職のアブドルファッターフ・アッ＝シーシーが有効投票総数のうち約97％を得票し再選[171]。
  -  韓国の野党・民主平和党と正義党が国会に共同交渉団体「平和と正義の議員の会」の結成を届け出た[172]。
- 4日
  -  スリランカ議会はラニル・ウィクラマシンハ政権に対する不信任決議案を賛成76、反対122で否決[173]。
  -  シエラレオネの大統領にジュリアス・ビオ就任。同国の元首となるのは軍事政権時代の1996年以来（当時の肩書は国家最高評議会議長）[174]。
- 5日
  -  ドイツ・シュレースヴィヒ＝ホルシュタイン州上級地裁は、スペインから出されていた欧州逮捕状に基づき身柄を拘束している前カタルーニャ自治州首相のカルラス・プッチダモンについて、国家反逆罪容疑でのスペイン送還を認めず、保釈を許可することを決定。保釈金は7万5000ユーロ（約990万円）に設定。他の容疑についての審理は継続[175]。
  -  フィリピンのドゥテルテ大統領はビタリアノ・アギレ（英語版）法相の辞表を受理したことを明らかにした[176]。
- 6日
  -  ソウル中央地裁は朴槿恵前大統領に対し収賄容疑など18の罪状を認定し、懲役24年、罰金180億ウォンの有罪判決を言い渡した[177]。
  -  ブラジルのエンリケ・メイレレス（英語版）財務大臣が辞任[178]。
- 7日
  -  ブラジルのルラ元大統領は、収賄などの罪による禁錮刑の執行のため連邦警察に身柄を拘束された[179]。
  -  郭倍宏（中国語版）を発起人として政治団体「喜楽島連盟」が発足し、台湾独立の賛否を問う公民投票の2019年4月6日実施や「台湾」名義での国際連合加盟を目指す[180]。
- 8日
  - 京都府知事選挙投開票。無所属新人で復興庁前事務次官の西脇隆俊が初当選[181]。
  -  ハンガリー総選挙（英語版）実施。与党フィデス＝ハンガリー市民同盟が圧勝[182]。
- 9日
  -  アルメニアの大統領にアルメン・サルキシャン就任[183]。
  -  ソウル中央地検は李明博元大統領を収賄罪などで起訴[184]。
- 10日
  - 杉尾秀哉参議院議員が民進党に離党届を提出し、翌11日に受理された[185][186]。
- 11日
  -  共和党のポール・ライアン米下院議長が、11月の中間選挙に出馬せず来年1月の任期満了で引退する意向を表明[187]。
  -  アゼルバイジャン大統領選挙（英語版）実施。現職のイルハム・アリエフが約86％の票を獲得し4選[188]。
  -  韓国ソウル西部地検は、元秘書の女性に性的暴行を加えたとして安熙正前忠清南道知事を強制醜行や業務上威力による姦淫の罪などで在宅起訴[189]。
  -  旧ユーゴスラビア国際戦犯法廷を継承した国際刑事法廷メカニズム（英語版）は、セルビア急進党党首・ヴォイスラヴ・シェシェリの控訴審で、一審の無罪判決を覆し人道に対する罪で禁錮10年の有罪判決を言い渡した[190]。
- 12日
  - 杉尾秀哉参議院議員が立憲民主党に入党届を提出。17日に入党を承認された[191]。
  -  9日にジョン・ボルトン元国連大使が国家安全保障問題担当大統領補佐官に就任して以降、この日までにマイケル・アントン（英語版）アメリカ国家安全保障会議報道官、トーマス・ボサート（英語版）大統領補佐官（国土安全保障・テロ対策担当）、リック・ワデル（英語版）、ナディア・シャドロー（英語版）両大統領副補佐官（国家安全保障問題担当）の安全保障担当の政府高官4人の辞任が相次いで発表された[192][193]。
  -  スリランカのマイトリーパーラ・シリセーナ大統領が議会の機能を5月8日まで停止させた。背景にはラニル・ウィクラマシンハ首相との対立があるとみられる[194]。
- 13日
  - 東京電力福島第一原子力発電所事故により人口が激減した福島県双葉郡8町村で構成される県議選選挙区の定数を2で維持するため、次期県議選に限り事故前の2010年の国勢調査の活用を認める特例法が参院本会議で全会一致により可決、成立[195]。
  -  ドナルド・トランプ米大統領は、CIA工作員の身元漏えい事件（プレイム事件）をめぐり偽証罪で有罪判決を受けたルイス・リビー元副大統領首席補佐官に対し恩赦を与えた[196]。
  -  パキスタン最高裁は、ナワーズ・シャリーフ前首相に対し、所得隠しに関与したなどとして国会議員などの公職からの永久追放を命じた[197]。
- 15日
  - 兵庫県西宮市長選挙が行われ、元衆議院議員の石井登志郎が自民・公明推薦の元県議ら5人を破って初当選[198]。
  - 栃木県日光市長選挙が行われ、大嶋一生元市議氏が、自民党推薦の阿部哲夫元副市長ら3人を破り初当選[199]。
  - 群馬県富岡市長が行われ、無所属新人の榎本義法が現職で自民・公明推薦の岩井賢太郎を破り初当選[200]。
  - 滋賀県近江八幡市長選が行われ、無所属新人の小西理元衆議院議員が、自民・公明・日本維新の会の推薦を受け3選を目指した現職の冨士谷英正を大差で破り初当選[201]。
  -  モンテネグロ大統領選挙（英語版）実施。元大統領、元首相のミロ・ジュカノヴィチが得票率53.8％で当選[202]。
- 16日 -  ギニアビサウの首相にアリスティデス・ゴメスが就任。2005年から2007年にかけて首相を務めて以来、2度目の就任[203]。
- 17日
  - 全国知事会が会合を開き、上田清司埼玉県知事を新会長に正式に選出[204]。
  -  アルメニアの首相にセルジ・サルキシャン前大統領が就任[205]。
- 18日
  - 米山隆一新潟県知事が、女性問題で県政を混乱させた責任を取り辞職願を提出[206]。27日に新潟県議会において全会一致で辞職が同意され、同日付で知事を辞職[207]。
  -  トルコのレジェップ・タイイップ・エルドアン大統領は来年11月3日に実施予定だった大統領選挙（英語版）と議会選挙（英語版）を今年6月24日に前倒しで実施すると発表[208]。
- 19日
  - 自民党平成研究会（額賀派）の額賀福志郎会長が退任し、竹下亘党総務会長会長が新会長に就任[209]。
  -  キューバ人民権力全国会議は最高指導者であるラウル・カストロ国家評議会議長（元首格）・閣僚評議会議長（首相格）の後継にミゲル・ディアス＝カネル第1副議長を18日に選出。19日に選出を正式発表し、同日に就任[210][211]。
  -  キルギス議会はサパル・イサコフ（英語版）内閣に対する不信任決議を賛成101、反対5で可決。与党は後継首相にムハンメトカルイ・アブルガジエフ（英語版）元首相代行の擁立を決定し、翌20日に首相就任[212]。
  -  スワジランド国王ムスワティ3世が国名を「エスワティニ」に変更すると宣言[213]。
  -  イエメンの反政府勢力フーシの政治部門指導者サーレハ・アリ・アル＝サマド（英語版）最高政治評議会議長（元首格）がサウジアラビアを中心とした連合軍による空爆により死亡[214]。後任にマフディー・アル＝マシャト（英語版）選出[215]。
  -  韓国大法院は、2012年大統領選挙の際に与党陣営の朴槿恵候補が有利となるように選挙介入を行ったとして、元世勳元国家情報院長に対し懲役4年の実刑判決を言い渡した[216]。
- 21日 -  アゼルバイジャンの首相にノヴルス・マンマドフ（英語版）就任[217]。
- 22日
  - 沖縄市長選挙投開票。自民・公明・維新の推薦を受けた現職の桑江朝千夫が、翁長雄志沖縄県知事の支援や希望・民進・共産・自由・社民の推薦を受けた諸見里宏美前市議を破り再選[218]。
  - 大阪府豊中市長選挙投開票。無所属新人で元副市長の長内繁樹（自民・立憲民主・希望・公明・民進・自由・社民推薦）が、大阪維新の会公認の元府議ら新人2人を破り、初当選[219]。
  - 2017年11月に行われた市川市長選の再選挙が行われ、無所属新人で元衆院議員の村越祐民が、元県議の坂下茂樹と元衆院議員の田中甲を破り、初当選[220]。
  -  パラグアイ大統領選挙（英語版）が投開票、マリオ・アブド・ベニテスが当選[221]。
  -  ドイツ社会民主党が臨時党大会を開き、アンドレア・ナーレス連邦議会党会派代表を党首に選出[222]。
- 23日 -  アルメニアのセルジ・サルキシャン首相が就任6日で辞任[223]。
- 24日
  - 希望の党と民進党は新党結党に向けた基本政策で合意し、党名を『国民民主党』とすることを決定[224]。
  -  インドネシアのジャカルタ汚職裁判所は収賄罪でセトヤ・ノファント（英語版）前国会議長に禁錮15年の刑を言い渡した[225]。
- 25日
  - 希望の党の長島昭久政調会長が新党『国民民主党』に参加しない意向を表明し、政調会長の辞表を提出[226]。
  -  修士課程の修了証書偽造や万引きの疑惑が浮上していたスペイン・マドリード自治州のクリスティーナ・シフエンテス州首相が辞任[227]。
- 26日
  - 民進党の大塚耕平代表と希望の党の玉木雄一郎代表が新党『国民民主党』結成の合意書に署名し、5月7日結成で正式合意。同日、希望の党は両院議員総会にて玉木代表ら新党参加組と松沢成文参議院議員団代表ら保守系メンバーの分党を決定。松沢ら5人は別の新党を結成して「希望の党」の名称を引き継ぐ[228]。
  -  米上院は国務長官にマイク・ポンペオ中央情報局長官を充てる人事案を賛成57反対42で承認。ポンペオは直ちに宣誓し、第70代国務長官に就任[229]。
  -  トランプ米大統領から退役軍人長官に指名されていた大統領主治医のロニー・ジャクソン（英語版）が指名を辞退。鎮痛用の合成麻薬を大量に処方して職員に配るなどした疑いが浮上していた[230]。
  -  パキスタンの高等裁判所は海外で得た所得を申告しなかったことが憲法の規定に違反するとしてハワジャ・ムハンマド・アシフ（英語版）外務大臣に対し議員資格無効とする判断を下した[231]。
- 27日 -  板門店の韓国側施設「平和の家」において、韓国の文在寅大統領と北朝鮮の金正恩朝鮮労働党委員長が11年ぶりとなる南北首脳会談を行い、朝鮮半島の非核化の実現を目標とした共同宣言「板門店宣言」に署名し、発表[232]。
- 29日
  -  内務省による移民への対応をめぐって批判にさらされていたイギリスのアンバー・ラッド内務大臣が辞任[233]。翌30日にメイ首相はサジド・ジャビド地域社会・自治大臣を後任の内務大臣に任命[234]。
  - 沼津市長選挙において、自民、民進、連合静岡推薦の元市議頼重秀一が初当選、4人を破る[235]。
- 30日
  -  ガボン憲法裁判所は、4月28日に予定されていた総選挙が実施されなかったことを理由に、エマニュエル・イソゼ＝ンゴンデ首相の失職と下院議会の解散を命じた[236]。イソゼ＝ンゴンデは翌5月1日に首相辞任を表明したが[237]、5月3日になってアリー・ボンゴ・オンディンバ大統領は総選挙実施までの政府首班としてイソゼ＝ンゴンデを再任[238]。
  -  チャド議会は大統領権限を強化する新憲法案を賛成132票、反対2票で可決。議会投票ではなく国民投票を求めた野党議員33人は抗議のため欠席[239]。野党側は憲法評議会に無効審査を求めたが翌3日に却下[240]。

### 5月
- 1日
  - 民進党三重県連代表の芝博一参議院議員は、岡田克也元党代表を含む県連所属の国会議員や地方議員は新党『国民民主党』には参加しないとし、地域政党『三重新政の会』の結成を正式表明[241]。
  - 安住淳元財務大臣が民進党に離党届を提出[242]。
  -  アルメニア議会は唯一の首相候補だったニコル・パシニャンの首相就任を賛成45票、反対55票で否決[243]。
  -  モロッコ政府は、自国が領有権を主張する西サハラの独立派武装組織「ポリサリオ戦線」をイランが支援しているとして、イランと国交を断絶したことを明らかにした[244]。
- 3日
  -  韓国光州地検は、光州事件の際の軍による市民に対する射撃を自身の回顧録で否定したとして、死者に対する名誉毀損罪で全斗煥元大統領を在宅起訴したと発表[245]。
  -  チャド新憲法の施行で首相や副大統領の職が廃止されることに伴い、アルベール・パイミ・パダケ首相が内閣総辞職を表明[240][246]。
- 7日
  - 民進党と希望の党が新党『国民民主党』の結党大会を開き、共同代表に民進党の大塚耕平、希望党の玉木雄一郎両代表を充てるなどの人事を決定。両党にて大物議員らの不参加が相次いだため、野党第2党止まりとなった[247]。同日、希望の党の松沢成文参議院議員らが、希望の党を分党し新たに「希望の党」を設立したと発表。松沢が代表に就任し、計5人の議員での立ち上げとなる[248]。
  - 菊田真紀子衆議院議員が無所属の会を離脱[249]。
  -  ロシアのウラジーミル・プーチン大統領が4期目の就任式。プーチンはドミートリー・メドヴェージェフを引き続き首相に指名[250]、翌8日に下院が続投を承認[251]。
- 8日
  - 立憲民主党は常任幹事会で、小川敏夫元法務大臣ら民進党を離党した衆参両院議員11人の入党を承認。参議院では無所属の議員も含む計23人となり、会派名の「立憲民主党」から「立憲民主党・民友会」への変更を参議院事務局に届け出た[252]。
  - 無所属の会が総会を開き大串博志、本村賢太郎、田嶋要の衆議院議員3人の参加を決定。大串議員が幹事長に就任[253]。
  -  中国天津市第1中級人民法院は、収賄罪に問われた孫政才前重慶市共産党委員会書記に対し無期懲役の判決を言い渡した[254]。
  -  アルメニア議会は首相指名投票を行い、ニコル・パシニャンを賛成59票、反対42票で首相に選出[255]。
  -  コスタリカの大統領にカルロス・アルバラド・ケサダ就任[256]。
- 9日
  - 無所属の会が玄葉光一郎衆議院議員の会派入りを衆議院事務局に届け出た[257]。
  -  ベトナム共産党がディン・ラ・タン（英語版）前政治局員を除名処分とすることを決定[258]。
  -  マレーシア総選挙が投開票され、野党連合の首相候補だったマハティール・ビン・モハマド元首相が勝利宣言。建国以来初の政権交代（翌10日に就任）[259]。
  -  オーストラリア高等裁判所は、選挙当時に二重国籍を保有していたとしてケイティー・ギャラガー（英語版）元老院議員ら国会議員5人について議員不適格との判断を下し、5人は議員資格が無効となった[260]。
- 10日
  - 群馬県みなかみ町議会は団体職員の女性に対しキスをするなどのセクハラ行為をしたとされる前田善成町長に対し、辞職勧告決議案を全会一致で可決[261]。
  -  ハンガリー議会は4月の総選挙（英語版）の結果を受け、オルバーン・ヴィクトル首相を賛成134票、反対28票で再任[262]。
  -  アメリカのドナルド・トランプ大統領は、北朝鮮の金正恩委員長との米朝首脳会談を6月12日にシンガポールで行うとツイッターで発表[263]。
- 11日 -  南アフリカ中央政府は、北西州自治政府の汚職に対する民衆の批判が高まったことを受け、直接統治に乗り出す[264]。
- 12日
  -  スペインのカタルーニャ自治州議会はキム・トーラ州議会議員の州首相就任に対する信任投票を実施。承認には議会定数の過半数の68票が必要だったが賛成66票（反対65票、棄権4票）にとどまり否決[265]。14日の再投票で州首相に選出[266]。
  -  イラク総選挙（英語版）実施。イスラム教シーア派の有力指導者ムクタダー・アッ＝サドル師率いる改革への行進（英語版）が54議席を獲得し第1勢力となった。ハイダル・アル＝アバーディ首相率いる勝利連合（英語版）は42議席で3位に終わった[267]。
  -  東ティモール総選挙（英語版）実施。シャナナ・グスマン元首相率いる野党連合が過半数の34議席を獲得し勝利[268]。
- 15日 - 福井県あわら市の橋本達也前市長が公務中に市長室で既婚女性とキスをするなどの不適切な行為をした問題で、福井県警察あわら警察署はこの日までに前市長を強制わいせつの疑いで書類送検[269]。
- 16日
  - 選挙の男女の候補者数をできる限り均等にするよう政党に求める「政治分野における男女共同参画推進法」が参院本会議で全会一致で可決、成立[270]。
  -  同性愛行為の罪で服役していたマレーシアのアンワル・イブラヒム元副首相が、国王の恩赦を受け釈放された[271]。
- 17日
  -  ギニアのママディ・ユーラ（英語版）首相が辞任表明[272]。21日にイブラヒマ・カッソーリ・フォファナ（英語版）を後任の首相に任命[273]。
  -  ブルンジにて憲法の大統領多選制限規定を問う国民投票（英語版）が実施され、賛成が73%となった。現職のピエール・ンクルンジザ大統領は最長2034年までの在任が可能となる[274]。
- 18日 - アメリカを除く環太平洋パートナーシップ協定の新協定「TPP11」の承認案が衆院本会議で与党と日本維新の会、希望の党の賛成多数で可決。同日、立憲民主党など野党5党は茂木敏充経済再生担当大臣に対する不信任決議案を衆議院に提出[275]。不信任決議案は22日に与党などの反対多数で否決[276]。
- 20日
  -  モンテネグロ大統領にミロ・ジュカノヴィチ就任[277]。
  -  ベネズエラ大統領選挙（英語版）が投開票され、現職のニコラス・マドゥロが約68％を獲得し再選。欧米諸国などは公正でないとして反発[278]。
- 21日 -  イタリアの同盟と五つ星運動は、新首相としてフィレンツェ大学教授のジュゼッペ・コンテをセルジョ・マッタレッラ大統領に推薦[279]。同月23日に大統領はコンテを首相に指名し、組閣を指示[280]。しかし経済相候補に立てた欧州懐疑主義のパオロ・サボナ（英語版）元産業相をマッタレッラ大統領が拒否し、27日になってコンテは組閣断念を表明[281]。
- 24日
  - 衆議院本会議にて、委員会運営が強引だとして立憲民主党など野党6党派が提出した高鳥修一厚生労働委員長の解任決議案を与党などの反対多数で否決[282]。
  -  アメリカのドナルド・トランプ大統領は、6月12日にシンガポールで予定されていた北朝鮮の金正恩委員長との米朝首脳会談を中止すると表明[283]。だが翌25日には当初の予定通りの開催を目指す方針を表明[284]。
  -  バルバドス議会選挙（英語版）が行われ、野党・バルバドス労働党が30議席を全て獲得。翌25日、ミア・モトリーが新首相に就任[285]。
  -  レバノン議会がサード・ハリーリーを首相に再任[286]。
- 25日
  - 衆議院本会議にて、働き方改革関連法案の審議をめぐり立憲民主党など野党6党派が提出した加藤勝信厚生労働大臣に対する不信任決議案を与党などの反対多数で否決。与党は本会議終了後に衆議院厚生労働委員会にて同法案を可決[287]。
  -  汚職疑惑が報じられていたミャンマーのチョー・ウィン計画・財務大臣が辞任[288]。28日、ウィンミン大統領は金融専門家のソー・ウィンを次期計画・財務大臣に任命[289]。
  -  マダガスカル憲法裁判所は、ヘリー・ラジャオナリマンピアニナ大統領に対し、現オリヴィエ政権を退陣させ、連立政権を発足させるよう命じた[290]。
- 27日 -  コロンビア大統領選挙（英語版）投開票。右派のイバン・ドゥケ前上院議員が首位に立ったが過半数には届かず、2位のグスタボ・ペトロ前ボゴタ市長と共に6月17日の決選投票に臨む[291]。
- 28日
  -  パラグアイのオラシオ・カルテス大統領が上院に辞表を提出。上院にて辞任が認められれば自動的に上院議員となるため、野党からは憲法の庇護下で生活するためとの批判も[292]。6月26日に辞意撤回。
  -  パキスタンで7月25日の総選挙後に発足するまでのつなぎの政府首班として元最高裁判所長官のナシルウル・ムルク（英語版）を決定。6月1日就任[293]。
  -  イタリアのセルジョ・マッタレッラ大統領は暫定首相として経済学者、元国際通貨基金(IMF)高官のカルロ・コッタレッリ（英語版）を指名[294]。
- 29日 -  東西分裂状態のリビアで、統一政府のファイズ・サラージ首相や東部の有力武装組織リビア国民軍を率いるハリファ・ハフタル将軍らがフランスのパリで会談し、12月10日の選挙実施で合意[295]。
- 31日
  -  イタリアの同盟と五つ星運動が連立政権の樹立で合意したことを受け、セルジョ・マッタレッラ大統領は新首相にジュゼッペ・コンテを再指名し改めて組閣を指示[296]。
  -  フィリピン上下両院が南部ミンダナオ島にイスラム自治政府の樹立を認める「バンサモロ基本法」を可決[297]。7月26日にドゥテルテ大統領が同法に署名し成立[298]。

### 6月
- 1日
  - 長島昭久衆議院議員が自らを代表とする地域政党『未来日本』の設立を発表[299]。
  - 複数の女性職員へのセクハラ疑惑が問題になっていた東京都狛江市の高橋都彦市長が辞職願を提出[300]。4日に市議会が全会一致で同意し同日付で辞職[301]。
  -  スペイン下院はマリアーノ・ラホイ・ブレイ首相に対する不信任決議を賛成180票、反対169票、棄権1票で可決[302]。1977年の民主化以来、初の不信任決議可決による首相辞任[303]。翌2日に社会労働党のペドロ・サンチェス書記長が新首相に就任[304]。
  -  不倫関係にあった女性の裸を本人の同意を得ないまま撮影して脅迫した疑いなどが発覚していたエリック・グレイテンズ（英語版）ミズーリ州知事が辞任[305]。
  -  フランスの極右政党「国民戦線」が党名を「国民連合」に変更[306]。
- 2日 -  スペイン中央政府はカタルーニャ自治州のキム・トーラ首相による閣僚名簿を承認し、州政府が公式に発足。昨年10月の州議会での独立宣言採決以来、中央政府によって停止されていた州の自治権が回復[307][308]。
- 3日 -  スロベニア国民議会選挙（英語版）が行われ、反移民を掲げるヤネス・ヤンシャ元首相率いる中道右派・民主党が25議席を獲得して第1党となった[309]。
- 4日
  -  - ヨルダンのハーニー・アル＝ムルキー（英語版）首相が辞任。国王アブドゥッラー2世はオマル・ラッザーズ（英語版）教育相を新首相に指名[310]。
  -  - マダガスカルのオリヴィエ・マハファリ・スルナンジャサナ首相が辞任。ヘリー・ラジャオナリマンピアニナ大統領はクリスチャン・ンツァイ元労働相を新首相に指名、6日就任[311]。
  -  韓国統一部が朝鮮人民軍総政治局長が金正覚から金秀吉に交代したことを確認。この他にも人民武力相が朴永植から努光鉄人民武力省第1次官に、朝鮮人民軍総参謀長が李明秀から李永吉前第1副総参謀長に交代したとされており、軍の最高幹部3人が一斉に交代させられたことになる[312]。
- 5日
  -  エジプトのアブドルファッターフ・アッ＝シーシー大統領の2期目が開始したことに伴い、シェリーフ・イスマイール首相が辞任を表明[313]。
  -  国連総会は、今年9月に始まる第73会期の総会議長にエクアドル外相のマリア・フェルナンダ・エスピノサを選出[314]。
- 6日
  -  ペルー議会は、ペドロ・パブロ・クチンスキ前大統領の罷免決議の投票をめぐって野党議員への買収工作に関わったとして、アルベルト・フジモリ元大統領の次男のケンジ・フジモリら3人の議員資格を停止することを決定[315]。
  -  イラク議会は5月に執行された総選挙（英語版）で深刻な不正があったとして、手作業での票の再集計を議決[316]。21日に最高裁が票の再集計を承認[317]。
- 8日
  -  アメリカ大統領選挙へのロシア干渉疑惑を捜査しているロバート・ミュラー特別検察官は、ドナルド・トランプ陣営の選対本部長を務めていたポール・マナフォートら2人を司法妨害罪で起訴[318]。15日にワシントン連邦地裁がマナフォートの保釈取り消しと収監を命じ、同日中に収監[319]。
  -  戦争犯罪や人道に対する罪に問われたコンゴ民主共和国のジャン＝ピエール・ベンバ元副大統領の控訴審で、国際刑事裁判所は禁錮18年とした1審判決を破棄し無罪判決を言い渡した[320]。
- 10日
  - 新潟県知事選挙投開票。自民、公明が支持する前海上保安庁次長の花角英世が、野党5党が推薦する前県議らを破り初当選[321]。
  - 野田佳彦前総理が自らを代表とする地域政治団体『千葉民主連合』の設立総会を開催。立憲民主、国民民主両党の全地方議員ら約60人が参加する[322]。
- 12日
  - () アメリカのドナルド・トランプ大統領と北朝鮮の金正恩委員長がシンガポールにて首脳会談。北朝鮮の非核化と体制保障を含む合意文書に署名[323][324]。
  -  マケドニア共和国とギリシャは、マケドニア共和国の国名を北マケドニア共和国と改めることで合意[325][326]。17日に両国の首相が合意案に調印[327]。
- 13日
  - 福島県浪江町の馬場有町長が病気を理由に30日付の辞職願を町議会議長に提出し、同日の町議会で同意[328]。正式な辞職前の27日に死去[329]。
  -  大韓民国で第7回全国同時地方選挙や国会議員の補欠選挙を実施。南北融和ムードを受け与党・共に民主党が圧勝[330]、ソウル特別市市長は朴元淳が3選を確実に[331]。翌14日に最大野党・自由韓国党の洪準杓代表と野党・正しい未来党の劉承旼共同代表が大敗の責任を取り辞任を表明[332]。
  -  ジョージアのギオルギ・クヴィリカシヴィリ首相が、与党グルジアの夢＝民主グルジアの指導者ビジナ・イヴァニシヴィリとの対立を原因に首相を辞任[333]。20日に議会が前財務大臣のマムカ・バフタゼを新首相に選出[334]。
  -  モルディブの裁判所は、政権転覆未遂事件の捜査を妨害した罪に問われたマウムーン・アブドル・ガユーム元大統領に対し禁錮19月の有罪判決を言い渡した[335]。
- 14日
  - 衆議院本会議にて、統合型リゾート実施法案の審議が不足しているにもかかわらず採決を強行しようとしているとして野党6党派が提出した山際大志郎内閣委員長の解任決議案を与党などの反対多数で否決[336]。
  -  クック諸島で総選挙実施。民主党（英語版）が11議席、クック諸島党（英語版）が10議席で第2党に後退、一つのクック諸島運動（英語版）が1議席、無所属が2議席を獲得[337]。
- 15日
  - 衆議院本会議にて、統合型リゾート実施法案をめぐり野党6党派が提出した石井啓一国土交通大臣に対する不信任決議案を与党などの反対多数で否決[338]。法案は同日午後の衆議院内閣委員会にて自民、公明の与党両党と日本維新の会の賛成多数で可決[339]。
  - 千葉県御宿町議会は、議会が予算案を否決したメキシコの学生との交流事業を石田義広町長が独断で進めていたとして、町長に対する辞職勧告決議を賛成多数で可決[340]。
  -  韓国ソウル中央地裁、朴槿恵前大統領時代の国家情報院による大統領府への秘密資金上納事件で、国庫損失などの罪で、李丙琪元院長に懲役3年6カ月、南在俊元院長に懲役3年、李炳浩（朝鮮語版）元院長に懲役3年6カ月の実刑判決をそれぞれ言い渡した[341]。
- 16日 - 静岡県伊東市のホテル跡地を買い上げた見返りに、売り主の建設会社社長から現金1000万円を受け取ったとして、警視庁は佃弘巳前市長を収賄容疑で逮捕[342]。
- 17日 -  コロンビア大統領選挙（英語版）の決選投票。コロンビア革命軍(FARC)との和平協定見直しを主張する右派のイバン・ドゥケ前上院議員が得票率54％で勝利[343]。
- 18日 -  イスラエルの治安当局は、敵対するイランに機密情報を流したとしてスパイなどの罪でゴネン・セゲブ（英語版）元エネルギー相を逮捕・起訴したと発表[344]。
- 19日
  - 衆院本会議にて、参議院選挙区の候補者が独自に録画した映像を政見放送に使えるようにする改正公職選挙法が与党や立憲民主党などの賛成多数で可決、成立[345]。
  -  ホワイトハウスがジョー・ヘイギン（英語版）大統領次席補佐官の辞任を発表[346]。
  -  ニッキー・ヘイリー米国連大使がアメリカの国連人権理事会の離脱を発表[347]。
- 20日 -  東ティモールのフランシスコ・グテレス大統領は、次期首相にタウル・マタン・ルアク元大統領を任命。22日に就任[348]。
- 24日
  - 滋賀県知事選挙が投開票[349]、現職の三日月大造が再選[350]。
  - 加古川市長選挙が投開票、現職の岡田康裕が再選[351]。
  -  トルコ大統領選挙（英語版）及びトルコ議会選挙（英語版）が投開票[208]。選挙管理委員会は、現職のレジェップ・タイイップ・エルドアン大統領が再選されたと発表[352]。
- 26日 -  辞表を提出していたパラグアイのオラシオ・カルテス大統領が撤回[353]。
- 27日
  - 参議院本会議にて、国民民主、立憲民主などの野党が提出していた加藤勝信厚生労働大臣の問責決議案を与党などの反対多数で否決[354]。
  - 日本歯科医師連盟による迂回寄付事件で東京地方裁判所は、政治資金規正法違反の罪で日歯連の前会長と元会長に対し禁錮1年6カ月執行猶予3年、団体としての日歯連に罰金50万円の有罪判決を言い渡した[355][356]。
  -  ルーマニア議会は、ヴィオリカ・ダンチラ首相に対する不信任決議案を採決。可決には233票が必要だったが賛成166票（反対4票）にとどまり否決[357]。
  -  クーデター未遂以降続く南スーダンの内戦を巡り、サルバ・キール・マヤルディ大統領と亡命中のリエック・マチャル前第1副大統領が隣国スーダンの首都ハルツームで会談し、72時間以内に停戦することを盛り込んだ和平に合意[358]。
- 29日 - 政府が今国会の最重要法案としてきた働き方改革関連法が、参院本会議で与党や日本維新の会などの賛成多数で可決、成立。同日、アメリカを除く11カ国による環太平洋パートナーシップ協定（TPP11）関連法も与党などの賛成多数で可決、成立[359]。

### 7月
- 1日
  -  メキシコ大統領選挙が投開票。新興左派政党・国民再生運動(MORENA)のアンドレス・マヌエル・ロペス・オブラドール候補が勝利[360]。
  -  メルケル首相と難民・移民問題で対立していたホルスト・ゼーホーファー内務大臣が、大臣及びキリスト教社会同盟党首を辞任する意向を表面[361]。2日にメルケル首相と会談し新たな対策で合意し、辞任の意向を撤回[362]。
- 2日 - 2015年12月に無投票になった徳島県神山町議選で、立候補断念の見返りに50万円を渡したとして、徳島県警は現職町議4人と現金を受け取った前町議1人を公職選挙法違反（買収）容疑で逮捕[363]。
- 3日
  -  マレーシア汚職防止委員会は、政府系ファンド「1MDB」をめぐる巨額の資金流用疑惑でナジブ・ラザク前首相を逮捕[364]。翌4日に検察が起訴[365]。
  -  インドネシア汚職撲滅委員会は、インフラ事業に絡み賄賂を受け取ったとしてアチェ州知事のイルワンディ・ユスフを逮捕[366]。
- 4日 - 市議会と激しく対立していた北海道小樽市の森井秀明市長が任期途中で辞職する意向を表明[367]。25日に辞職。
- 5日 -  アメリカのドナルド・トランプ大統領は、スコット・プルーイットの環境保護庁長官辞任を了承。9日に副長官のアンドリュー・R・ウィーラー（英語版）が代理に就任[368]。
- 6日
  - 埼玉県議会は、多選自粛条例に反して4期目を務めている上田清司知事の全国知事会長就任について、知事会の認識を問う決議案を賛成多数で可決[369]。
  -  パキスタン特別裁判所は、汚職罪に問われたナワーズ・シャリーフ元首相に禁錮10年の有罪判決を言い渡した[370]。元首相は13日にイギリスから帰国し、直後に身柄を拘束された[371]。
- 8日 -  メイ政権がEUとの協調を重視する「ソフト路線」への転換を決めたことに反発したデイヴィッド・マイケル・デイヴィス欧州連合離脱大臣が辞任。メイ首相は9日、後任にEU懐疑派のドミニク・ラーブ住宅担当大臣を任命[372]。
- 9日
  - 福岡県警が徳島真次鞍手町長を官製談合防止法違反などの疑いで逮捕[373]。24日に町長は辞職届を提出[374]。
  -  レジェップ・タイイップ・エルドアン大統領の2期目が開始、憲法改正により首相職は廃止[375]。首相職に代わって副大統領職が新設され、首相府次官のフアト・オクタイが指名を受け、翌日に就任した[376]。
  -  ボリス・ジョンソン外相が辞任。後任にジェレミー・ハント保険大臣が横滑りで就任[377]。
- 10日 -  中華民国台北地方検察署は、馬英九前総統が中国国民党主席時代に党の財産を不当に低い価格で売却し損害を与えたとして、背任罪などで在宅起訴[378]。
- 12日 -  南スーダン議会は、サルバ・キール・マヤルディ大統領の任期を3年間延長[379]。
- 13日
  -  米大統領選挙へのロシア干渉疑惑を捜査するロバート・ミュラー特別検察官は、民主党関係施設などをハッキングしたとしてロシア軍参謀本部情報総局の情報当局者12人を起訴[380]。
  -  ペルーのビスカラ大統領は汚職に関与したとしてサルバドール・エレシ（スペイン語版）法務相を更迭[381]。
  -  内戦が続く南スーダンをめぐり、国際連合安全保障理事会が武器禁輸などの制裁決議を採択[382]。
- 14日 -  ハイチのジャック・ギー・ラフォンタン（英語版）首相が、ジョブネル・モイーズ大統領に辞表を提出し受理された[383]。
- 16日 -  イギリス下院が欧州連合離脱をめぐる関税法案の投票を行い、318対285の賛成多数で可決。ガット・ベブ（英語版）国防調達担当大臣が辞任を表明し反対票を投じた[384]。
- 17日 -  最大野党自由韓国党が非常対策委員長に国民大学校名誉教授の金秉準を選出[385]。
- 18日
  - 衆議院本会議にて、参議院定数を6増する改正公職選挙法が与党の賛成多数で可決、成立。一票の格差是正のため埼玉県選挙区の定数を2増。あわせて比例区でも定数を4増し、拘束名簿式の「特定枠」を新設[386]。
  - 参議院本会議にて、国民民主党など野党が提出した、統合型リゾート実施法案を所管する石井啓一国土交通大臣問責決議案と柘植芳文内閣委員長解任決議案をそれぞれ与党や日本維新の会などの反対多数で否決[387]。
- 19日
  - 衆議院本会議にて、政治資金に関する疑惑をめぐり立憲民主党など野党6党派が提出した古屋圭司議院運営委員長の解任決議案を与党などの反対多数で否決[388]。
  - 参議院本会議にて、国民民主党など野党が提出した伊達忠一議長の不信任決議案を与党の反対多数で否決[389]。
  -  スペイン最高裁判所は、国外に逃れたカルラス・プッチダモン前州首相らカタルーニャ自治州の独立派指導者に対する欧州逮捕状と国際逮捕状を取り下げた[390]。
  -  イスラエル議会は、同国における民族自決権はユダヤ人のみにあるとする法案を62対55の賛成多数で可決[391]。
- 20日
  - 衆議院本会議にて、立憲民主党など野党6党派が提出した安倍内閣不信任決議案が与党などの反対多数で否決[392]。
  - 参議院本会議にて、カジノを含む統合型リゾート実施法が与党と日本維新の会の賛成多数で可決、成立[393]。
  -  韓国ソウル中央地裁は、国家情報院による秘密資金提供事件で、国庫損失などの罪に問われた朴槿恵前大統領に懲役6年、追徴金33億ウォンの実刑判決を言い渡した[394]。
- 21日 -  スペイン最大野党国民党が新党首に下院議員のパブロ・カサードを選出[395]。
- 22日
  - 第196回国会（通常国会）会期末[396]。
  - 東京都狛江市長選挙が行われ、元副市長の松原俊雄が元市議との一騎討ちを制し初当選[397]。
- 23日
  -  アメリカ合衆国上院は、退役軍人長官としてロバート・ウィルキー（英語版）の就任を賛成86票、反対9票で承認[398]。
  -  韓国与党共に民主党の元党員から不正な政治献金を受け取った疑いなどが持たれていた、野党正義党の魯会燦院内代表が飛び降り自殺[399]。
  -  スロベニアのボルト・パホル大統領は、6月3日の総選挙結果を受けた首相候補の推薦を拒否すると通知。総選挙で勝利したスロベニア民主党のヤネス・ヤンシャ党首の首相就任に反発する声が大きく連立政権樹立の見通しが立たず、議会で信任を得られる候補者が見当たらないため[400]。
- 25日 -  パキスタン総選挙（英語版）が行われ、元クリケット選手のイムラン・カーン率いるパキスタン正義運動が116議席を獲得し第1党となる一方で、現与党のPML-Nは64議席と議席を大幅に減らした[401]。
- 27日
  - 群馬県みなかみ町議会は女性にキスなどのセクハラ行為をしたとされる前田善成町長に対する不信任決議案を賛成多数で可決[402]。町長は7月6日に議会を解散[403]。
  -  2008年3月にアルメニアの首都エレバンで起きた野党勢力デモを排除した行動が憲法体制の転覆の罪に相当するとしてロベルト・コチャリャン元大統領が逮捕された[404]。
- 28日 - 旧民進党系の政治団体「三重民主連合」の設立総会が行われ、中川正春衆議院議員が代表に就任[405]。
- 29日
  - 和歌山市長選挙が行われ、現職の尾花正啓が新人候補を破り再選[406]。
  -  カンボジア国民議会選挙が投開票。与党・カンボジア人民党は独自集計で全125議席を獲得するとの見通しを公表[407]。
  -  マリ大統領選挙（英語版）投開票。現職のイブラヒム・ブバカール・ケイタが得票率41.4％で1位、スマイラ・シセ（英語版）元財務相が17.8％で2位となり、8月12日に決選投票を実施[408]。
- 30日 -  ジンバブエ大統領選挙及びジンバブエ議会選挙（英語版）が投開票。8月3日に選挙管理委員会が最終結果を公表し、現職のエマーソン・ムナンガグワが50.8％の票を獲得し当選したと発表。得票率44.3％で敗れたネルソン・チャミサ（英語版）属する民主変革運動は選挙結果を認めず裁判所に提訴する意向を表明[409]。

### 8月
- 5日
  - 長野県知事選挙が投開票。現職の阿部守一が3選[410]。
  -  - ハイチのジョブネル・モイーズ大統領は、ジャン＝アンリ・セアン（フランス語版）を新首相に指名[411]。
  -  内戦が続く南スーダンのキール大統領とマシャール前第1副大統領が和平協定に署名。数カ月以内に暫定統一政権が発足しマシャールが第1副大統領に復帰する予定[412]。
- 7日
  -  イバン・ドゥケがコロンビアの大統領に就任[413]。
  -  アルゼンチンの首都ブエノスアイレスの連邦裁判所は、汚職に関与したとしてアマド・ブドゥ（英語版）元副大統領に対し禁錮5年10月の有罪判決を言い渡した[414]。
- 8日
  - すい臓がんの治療を受けながら公務を続けてきた沖縄県の翁長雄志知事が死去[415]。なお当日には、職務代行者として謝花喜一郎副知事が知事代行を務める発表をしたばかりだった[416]。
  -  マレーシアの検察当局は、政府系ファンド「1MDB」をめぐる資金流用疑惑でナジブ・ラザク前首相をマネーロンダリングの罪で起訴[417]。
  -  ベネズエラの最高裁判所は、ニコラス・マドゥロ大統領の暗殺未遂計画に関与したとして、野党指導者のフリオ・ボルヘス前国会議長の逮捕命令を出した[418]。
  -  イラン議会がアリ・ラビイー（英語版）労働・協同組合・社会福祉相の不信任案を賛成129票、反対111票で可決し、解任[419]。
  -  スロベニアの中道左派政党連合は、新首相候補にコメディアン出身でカムニーク市長のマリヤン・シャレツを選出[420]。
  -  アメリカ検察当局は、オーストラリア企業の株売却に絡むインサイダー取引の罪で共和党のクリス・コリンズ（英語版）下院議員を起訴[421]。
- 9日 -  ブータンのジグミ・ケサル・ナムゲル・ワンチュク国王は、暫定政府顧問（暫定首相に相当）にツェリン・ワンチュク（英語版）を任命[422]。
- 10日
  - 自民党の石破茂衆院議員が、9月に開催される自民党総裁選挙への出馬を表明[423]。
  - 国民民主党の玉木雄一郎共同代表が、9月に開催される国民民主党代表選挙への出馬を表明[424]。
  -  イラク選挙管理委員会は、5月投票の総選挙（英語版）で行われていた再集計の結果、イスラム教シーア派指導者ムクタダー・アッ＝サドル師率いる改革への行進（英語版）が勝利したと発表[425]。
- 12日 -  マリ大統領選挙（英語版）の決選投票。現職のイブラヒム・ブバカール・ケイタが得票率67％で再選[426]。
- 13日
  - 国民民主党の津村啓介衆院議員が、9月に開催される国民民主党代表選挙への出馬を表明[427]。
  -  ノルウェーのパー・サンドバルグ（英語版）水産相は、政府に申告せずに恋人の女性と休日にイランへ旅行し安全保障上の問題を招いたと批判が殺到したことを受け辞任[428]。
- 14日 - 沖縄県宜野湾市の佐喜真淳市長が、辞表を提出した上で翁長雄志知事の死去に伴う9月の沖縄県知事選挙への立候補を正式表明[429]。
- 17日
  -  パキスタン議会は新首相に元クリケット選手、パキスタン正義運動党首のイムラン・カーンを選出。翌18日に就任[430]。
  -  スロベニア議会はマリヤン・シャレツを新首相に選出、9月初旬の政権発足を目標に組閣作業を開始[431]。
- 18日 -  ベラルーシのアレクサンドル・ルカシェンコ大統領はアンドレイ・コビャコフ（英語版）首相を汚職疑惑で解任。後任にセルゲイ・ルマス（英語版）を任命[432]。
- 20日 -  中華民国外交部がエルサルバドルとの断交を発表[433]。
- 21日
  - 無所属で会派「立憲民主党・民友会」所属の宮沢由佳参議院議員が立憲民主党に入党届を提出し、同日承認[434]。
  -  オーストラリアで与党自由党の党首選挙（英語版）が実施され、マルコム・ターンブル首相がピーター・ダットン内相に48対35で勝利。ダットンは党首選挙の直後に内相と兼任していた移民相を辞任[435]。また、マティアス・コールマン（英語版）金融相らダットンを支持する閣僚約10人も辞任を表明[436]。
  -  アメリカ検察当局は、政治資金を私的流用した罪で共和党のダンカン・ハンター（英語版）下院議員を起訴[437]。
- 22日
  - 国民民主党代表選挙告示。玉木雄一郎共同代表、津村啓介衆議院議員の2人が立候補を届け出た[438]。
  - 柚木道義衆議院議員が国民民主党に離党届を提出。同日、党は離党届を受理せず除籍処分とした[439]。
  -  アルゼンチン議会上院は、汚職に関連した疑いのあるクリスティーナ・フェルナンデス・デ・キルチネル前大統領の免責特権の剥奪を可決[440]。
- 24日
  -  オーストラリアの与党オーストラリア自由党にて党首選挙（英語版）の再選挙を求める過半数議員の署名が集まり、再選挙を実施。決選投票でスコット・モリソン財務相がピーター・ダットン内相を45対40で下し党首に当選[441]。同日首相に就任[442]。
  -  韓国与党「共に民主党」元党員によるインターネット上の世論操作事件で、特別検察官チームは、共謀関係にあったとして金慶洙（朝鮮語版）慶尚南道知事を業務妨害と公職選挙法違反の罪で在宅起訴[443]。
  -  ソウル高裁は、収賄や職権乱用の罪に問われた朴槿恵前大統領の控訴審で、懲役25年、罰金200億ウォンの実刑判決を言い渡した[444]。
  -  インドネシアのイドルス・マルハム（インドネシア語版）社会相が汚職疑惑により辞任[445]。
- 26日
  - 現職総裁の安倍晋三総理が自民党総裁選挙への出馬を表明[446]。
  - 香川県知事選挙が行われ、現職の浜田恵造が新人候補を破り3選[447]。
  - 前市長の辞職に伴う小樽市長選が執行され、元市総務部長の迫俊哉が、出直し選での再選を目指した森井秀明前市長ら3人を破り初当選[448]。
  -  24日の自由党党首選挙にて第1回投票で敗退したジュリー・ビショップ（英語版）外相が辞任を表明[449]。
  -  イラン議会はマスウード・カルバシアン（英語版）経済財務相の弾劾決議を賛成137票、反対121票、棄権2票で可決、カルバシアンは失職[450]。
- 28日 -  フランスのニコラ・ユロエコロジー・持続可能開発・エネルギー大臣が辞意を表明[451]。マクロン大統領は後任にフランソワ・ドルジ（英語版）国民議会議長を任命[452]。
- 30日 -  大韓民国の文在寅大統領が内閣改造を実施、宋永武国防部長官ら5閣僚を交代[453]。
- 31日 -  フィジー議会は大統領に現職のジオジ・コンロテを再任。野党からの対抗候補はなし[454]。

### 9月
- 3日 -  ルワンダ総選挙（英語版）執行。直接選出する53議席のうち、ルワンダ愛国戦線が40議席を獲得[455]。
- 4日
  - 国民民主党代表選挙が投開票。共同代表の玉木雄一郎が204ポイントを獲得し当選。津村啓介は74ポイント[456]。
  -  パキスタン議会は大統領選挙を行い、アリフ・アルヴィが353票を獲得し勝利。ファザル・レーマン（英語版）は185票、アイツァズ・アーサン（英語版）は124票。アルヴィは9日に大統領に就任[457]。
  -  フランスのローラ・フレセル（英語版）スポーツ相が辞任を表明。マクロン大統領は後任に元水泳選手のロクサナ・マラシネアヌ（英語版）を任命[452]。
  -  グアテマラ外務省は、汚職撲滅のため国連との合意に基づき設置されたグアテマラ無処罰問題対策国際委員会（英語版）のイバン・ベラスケス・ゴメス（スペイン語版）委員長の入国を禁止したと発表[458]。
- 5日 -  エスワティニ（スワジランド）の国王ムスワティ3世はヴィンセント・ムタンガを首相代行に任命[459]。
- 6日 -  カンボジア議会はフン・セン首相を再任、前政権と全く同じ閣僚人事も了承し新内閣発足[460]。
- 7日
  - 自由民主党総裁選挙告示。現職総裁の安倍晋三総理、石破茂元幹事長の2人が立候補を届け出た[461]。
  -  マダガスカルのヘリー・ラジャオナリマンピアニナ大統領が11月の大統領選挙への立候補を表明し、憲法規定に伴い選挙60日前のこの日に大統領を辞任。上院議長のリヴォ・ラコトヴァオ（フランス語版）が大統領代行を務める[462]。
- 8日 -  アブハジアのゲンナジー・ガグリア（英語版）首相が交通事故死。ダウル・アルシュバ（英語版）第一副首相が首相代行に就任[463]。
- 9日
  -  スーダンのオマル・アル＝バシール大統領はバクリー・ハサン・サーレハ（英語版）首相を解任。後任にはモッタツ・ムーサ（英語版）を任命、10日就任[464]。
  -  スウェーデン総選挙（英語版）執行。移民排斥を掲げるスウェーデン民主党が前回の49議席から今回は63議席と躍進。与党・中道左派は合計144議席、野党・中道右派は合計142議席と共に過半数（175議席）に届かず[465]。
- 10日
  - 無所属の小川淳也衆議院議員が会派「立憲民主党・市民クラブ」に入会[466]。
  - 群馬県みなかみ町の前田善成町長が辞職願を提出[467]。
  -  2017年９月に国家反逆容疑で逮捕されたケム・ソカー元カンボジア救国党党首が保釈され自宅軟禁状態に置かれた[468]。
- 11日
  - 国民民主党は両院議員総会で、玉木代表が提案した平野博文元官房長官を幹事長に起用するなどの新役員人事案を了承[469]。
  -  ブラジル労働者党は、選挙高裁に大統領選挙への届け出受理を拒否された汚職の罪で収監中のルラ元大統領が出馬を断念したと発表[470]。
- 12日 -  南スーダンのサルバ・キール大統領と反政府勢力を率いるリヤク・マシャール前第一副大統領が和平協定の最終文書に調印[471]。
- 13日 - 沖縄県知事選挙に出馬した自由党の玉城デニー幹事長が衆院議員を自動失職。所属議員が小沢一郎代表1人となり会派の構成要件を満たさなくなったため衆議院会派「自由党」は解消され、小沢は無所属となった[472]。
- 15日 -  ブータン国民議会議員選挙（英語版）の予備選挙を執行。得票率はブータン協同党（31.8％）が1位、ブータン調和党（30.9％）が2位、与党の国民民主党（27.4％）は3位、ブータン一切平等党（英語版）（9.7％）が4位。上位2党が10月18日の本選挙に進出する[473]。
- 18日
  - 群馬県みなかみ町議会が前田善成町長の辞職に同意せず、不信任決議案を全会一致で可決。これにより前田町長は失職した[474][475]。
  -  アルゼンチンの連邦裁判所がクリスティーナ・フェルナンデス・デ・キルチネル前大統領を収賄罪で起訴[476]。
- 19日
  - 公明党の代表選挙告示。現職の山口那津男のみが立候補を届け出た[477]。
  -  マレーシアのナジブ・ラザク前首相が政府系ファンド「1MDB」資金の不正流用事件で再逮捕され、翌20日にマネーロンダリングなど計25の罪で起訴された[478]。
- 20日
  - 自由民主党総裁選挙執行。現職の安倍晋三首相が石破茂元幹事長を、553-254で破り3選[479]。
  - 日吉雄太衆議院議員が立憲民主党に離党届を提出[480]。
  -  ロシア連邦沿海地方の選挙管理委員会は、16日に行われた知事選挙で票の水増しや賄賂など不正が相次いだとして選挙結果を無効にすると発表。選挙結果の無効はロシア現代史上初[481]。
  -  ベトナムのチャン・ダイ・クアン国家主席が病気により死去。同日、ダン・ティ・ゴック・ティン国家副主席が職務代行に就任[482]。
- 23日 -  モルディブ大統領選挙（英語版）執行。最大野党民主党出身で野党統一候補のイブラヒム・ソリ議員が現職のアブドゥラ・ヤミーンを破り勝利[483]。選挙後ヤミーンは、不正があったとして選挙の無効とやり直しを求める訴えを起こしたが、最高裁にて棄却された [484]。
- 24日 -  モルドバの憲法裁判所は、イゴル・ドドン大統領が閣僚の任命を拒否したことを理由にドドンの大統領権限を一時的に停止[485]。
- 25日
  - 無所属の寺田学衆議院議員が会派「立憲民主党・市民クラブ」に入会[466]。
  -  ドイツの与党会派・キリスト教民主・社会同盟の連邦議会院内総務選挙が行われ、ラルフ・ブリンクハウス（英語版）議員が、現職でメルケル首相の側近のフォルカー・カウダー（英語版）を125対112で破り選出された[486]。
  -  スウェーデン議会はステファン・ロベーン首相の不信任決議を賛成204票、反対142票で可決[487]。
- 28日 - 岐阜県下呂市議会は、台風21号の影響により市内で停電などが発生した際に名古屋市内のロックコンサートに出かけていた服部秀洋市長に対する問責決議を賛成多数で可決[488]。
- 30日
  - 公明党が党大会を開き、山口那津男代表の6選を正式に承認。幹事長に斉藤鉄夫幹事長代行が昇格するなどの執行部人事も承認[489]。
  - 翁長雄志前知事の逝去に伴う沖縄県知事選挙は、オール沖縄勢力など推薦で前国会議員の玉城デニーが、自公推薦候補らを破り初当選[490]。
  - 佐喜真淳前市長の辞職に伴う宜野湾市長知事選挙は、自民・公明・日本維新の会の推薦で前副市長の松川正則が、オール沖縄系候補を破り初当選[491]。

### 10月
- 1日
  -  ドミニカ国議会はチャールズ・サバリンを大統領に再任[492]。
  -  サンマリノ執政にミルコ・トマッソーニ（英語版）とルカ・サントリーニ（英語版）が就任[493]。
- 2日
  - 第4次安倍改第1次造内閣発足。初入閣は12人で2012年に第2次安倍政権が発足以降、最多となった[494]。
  - 新しい自由民主党役員人事が決定[495]。
  -  イラク国民議会は新大統領にバルハム・サリフ元副首相を選出[496]。
- 3日
  -  フランスのジェラール・コロン（フランス語版）内務大臣が辞任[497]。
  -  ペルー最高裁判所は、昨年12月にアルベルト・フジモリ元大統領に与えられた恩赦を無効とし、直ちに身柄を拘束するよう命じた[498]。
- 5日
  - 兵庫県篠山市の酒井隆明市長は、市民団体からの請求を受け「丹波篠山市」への市名変更の是非を問う住民投票実施を決定し、自身も辞職願を提出[499]。
  -  韓国ソウル中央地裁は収賄罪などに問われた李明博元大統領に対し、懲役15年、罰金130億ウォン、追徴金82億7千万ウォンの実刑判決を言い渡した[500]。
  -  チェコ上院選挙（英語版）の投票が10月5-6日（第1回）、10月12-13日（第2回）の日程で行われる。改選する27議席のうち、市民民主党が10議席、市長連合（英語版）が5議席、キリスト教民主同盟＝チェコスロバキア人民党が2議席、ANO 2011、チェコ社会民主党、海賊党、TOP 09が1議席ずつ、無所属が6議席獲得[501]。
- 6日 ‐  ラトビア総選挙（英語版）が実施され、親ロシア派政党「調和（英語版）」が得票率19.8％で第1党となった[502]。
- 7日
  -  ブラジル大統領選挙実施。過半数に達した候補はおらず、極右で社会自由党のジャイール・ボルソナーロ下院議員と労働者党のフェルナンド・アダジ（英語版）元サンパウロ市長による決選投票が28日に行われる事となった[503]。
  -  サントメ・プリンシペ総選挙（英語版）が執行。与党・独立民主行動（英語版）が25議席を獲得し第1党を維持したが過半数には届かず[504]。
  -  カメルーン大統領選挙（英語版）実施。現職で85歳のポール・ビヤが得票率71％で7選。野党は選挙無効を訴えたが、10月19日に憲法評議会が訴えを却下[505]。
- 9日
  - 国民民主党参院議員会長選挙告示。現職の大塚耕平党代表代行の他に立候補の届け出がなく無投票で再選が決まった[506]。
  -  ニッキー・ヘイリー米国連大使が年内の辞任を発表[507]。
- 10日
  - 無所属の菊田真紀子衆議院議員が会派「立憲民主党・市民クラブ」に入会[508]。
  - 愛知県弥富市の服部彰文市長が週刊誌に自身の女性問題が掲載されたことを受けて辞任を表明[509]。
  - 福岡県警は、特別養護老人ホーム新設を巡って便宜を図る見返りに1000万円を受け取ったとして、徳島真次前鞍手町長を受託収賄容疑で再逮捕[510]。
  -  ペルー検察当局は、2011年大統領選挙での不正な資金提供疑惑をめぐり、資金洗浄容疑で、フジモリ元大統領の長女で最大野党「人民勢力党」党首のケイコ・フジモリの身柄を拘束[511]。同月17日、控訴裁判所が「根拠がない」としてケイコに対する拘束命令を無効とし釈放を命じ、即日釈放された[512]。
- 11日 - 立憲民主党と国民民主党、さらに両党の支持団体である連合が、来年の参院選に向け、選挙区の候補者について野党間で調整する必要性を確認する覚書を交わしたことが判明[513]。
- 12日 - 音喜多駿東京都議が統一地方選に向けて新たな地域政党「あたらしい党」を設立したと発表[514]。
- 13日 -  マレーシア中部ポート・ディクソン選挙区の下院補選が投開票され、アンワル・イブラヒム元副首相が当選[515]。
- 14日
  - 沖縄県豊見城市長選挙が投開票され、玉城デニー知事らオール沖縄勢力の支援を受けた元市議の山川仁が初当選[516]。
  -  ルクセンブルク総選挙（英語版）を執行。連立政権を組む民主党は12議席、ルクセンブルク社会主義労働者党は10議席、緑の党（英語版）は9議席の合計31議席で過半数を維持。キリスト教社会人民党が21議席を獲得し第1党を守る[517]。
- 15日
  - 国民民主党の今井雅人衆議院議員が離党届を提出[518]。
  -  イエメンのアブド・ラッボ・マンスール・ハーディー大統領はアハマド・オベイド・ビン・ダグル（英語版）首相を経済失政のため解任し、後任にマエーン・アブドゥルマリク・サイード（英語版）を任命[519]。
- 16日
  - 麻生太郎財務大臣が井上貴博衆議院議員を財務大臣補佐官に任命[520]。
  -  アルメニアのニコル・パシニャン首相が早期の議会解散・総選挙を行う目的で辞任表明[521]。
  -  フランスのマクロン大統領は、閣僚の辞任が相次いだことを受け内閣改造を行った。内務大臣には与党「共和国前進」のクリストフ・カスタネール（フランス語版）党首が就任[522]。
- 17日
  - 無所属の野田国義参議院議員が会派「立憲民主党・民友会」に入会。これに伴い、参議院では立憲民主党と国民民主党ともに24議席となり野党第1会派が並んだ[523]。
  - 田島一成前衆議院議員が立憲民主党に入党[524]。
  -  ギリシャのニコス・コジアス（英語版）外相がマケドニアの国名変更合意をめぐるパノス・カンメノス（英語版）国防相との対立が原因で外相を辞任。アレクシス・ツィプラス首相が外相代行を兼任[525]。
- 18日
  - 立憲民主党に離党を認められた日吉雄太衆議院議員が自由党に復党。これに伴い玉城デニーの沖縄県知事選出馬に伴い消滅していた衆議院の会派「自由党」も復活[526]。
  - 元希望の党の長島昭久、笠浩史両衆議院議員が新会派「未来日本」を結成[527]。
  - 青山雅幸衆議院議員が立憲民主党に離党届を提出し、同日受理[528]。
  -  マレーシア汚職防止委員会は、前副首相で最大野党「統一マレー国民組織」総裁のアフマド・ザヒド・ハミディ（英語版）を権力乱用や背任、資金洗浄の容疑で逮捕[529]。
- 19日 - 国民民主党の長浜博行参議院議員が離党届を提出[530]。
- 21日 - 沖縄県那覇市長選挙が投開票され、オール沖縄勢力が推す現職の城間幹子が再選[531]。
- 22日
  - 参議院の会派「国民民主党・新緑風会」が長浜博行参議院議員の会派退会を参議院事務局に届け出た。これにより国民民主党会派は23人に減り、24人の立憲民主党会派が衆議院に続き参議院でも野党第1会派となった[532]。
  - 参議院の会派「国民の声」が参院事務局に解散を届け出た。所属議員2人の内、藤末健三議員は自民党会派に入会し、会派名は「自民党・こころ」から「自民党・国民の声」に変更。平山佐知子議員は無所属となった[532]。
- 23日
  - 自由党の幹事長に森裕子参議院議員が就任[533]。
  -  ベトナム国会は国家主席にグエン・フー・チョンを選出。党中央委員会書記長と兼任へ[534]。
- 24日
  -  エチオピアのムラトゥ・テショメ大統領が辞任表明。連邦議会は後任にサーレワーク・ゼウデを全会一致で選出、25日就任。同国初の女性大統領[535]。
  -  ブルガリア議会は、ボイコ・ボリソフ政権が医療制度改革に失敗したとして野党より提出された不信任決議案を賛成99票、反対133票で否決[536]。
- 25日 -  イラク国民議会は、新首相候補に指名されたアーディル・アブドゥルマフディーの閣僚名簿を部分的に承認。同日、アブドゥルマフディーは首相に就任[537]。
- 26日
  - 沖縄県議会は本会議にて、米軍普天間飛行場の名護市辺野古移設に伴う埋め立ての賛否を問う県民投票条例案を賛成多数で可決[538]。
  -  スリランカのマイトリーパーラ・シリセーナ大統領は、ラニル・ウィクラマシンハ首相を解任し、後任にマヒンダ・ラージャパクサ前大統領を任命[539]。翌27日にカル・ジャヤスーリヤ（英語版）国会議長はウィクラマシンハが首相との認識を表明[540]。同日、シリセーナ大統領は11月16日までの国会の停止を宣言[541]。29日、シリセーナ大統領は一部閣僚の指名を実施[542]。
  -  アイルランド大統領選挙（英語版）を執行。現職のマイケル・D・ヒギンズが得票率55.8％で再選[543]。
- 27日 -  エスワティニのムスワティ3世国王は、新首相にアンブロセ・マンドゥロ・ドラミニを任命[544]。
- 28日
  - 福島県知事選挙を執行。現職の内堀雅雄が再選[545]。
  - 新潟市長選挙を執行。中原八一前参議院議員が98,975票（得票率30.0％）を獲得し初当選[546][547]。
  -  ブラジル大統領選挙の決選投票実施。極右で社会自由党のジャイール・ボルソナーロ下院議員が当選[548]。
  -  ジョージア大統領選挙（英語版）執行。過半数に達した候補はおらず、サロメ・ズラビシュヴィリ元外相（得票率38.6％）とグリゴル・ヴァシャゼ元外相（得票率37.7％）が決選投票に進んだ[549]。
- 29日
  - ドイツのアンゲラ・メルケル首相は、州議選での連敗の責任を取り、所属するキリスト教民主同盟にて12月に行われる党首選挙に出馬しない意向を表明。首相は任期満了まで続投[550]。
  -  モーリタニアのヤヒヤ・ウルド・ハッダミーン（英語版）首相が辞任表明[551]。
- 31日 -  ペルーの裁判所は、いったん釈放された人民勢力党のケイコ・フジモリ党首の資金洗浄容疑での36カ月間の拘束を許可[552]。

### 11月
- 1日
  - 自由民主党が日本のこころを吸収合併し、こころの代表を務めた中野正志参議院議員は自民党に復党[553]。
  -  アルメニア国民議会は、ニコル・パシニャンを10月26日に引き続いて新首相に選出せず（賛成0票、反対0票、棄権13票）。このためアルメン・サルキシャン大統領は法律に基づいて議会を解散、12月9日に総選挙実施へ[554]。
- 2日 - 岡山県美咲町の定本一友町長が体調不良を理由に辞職願を提出[555]。
- 4日 -  ニューカレドニアにて、フランスからの独立を問う住民投票を実施。独立反対が得票率56.40％で過半数となり独立を否決[556][557]。
- 6日 -  アメリカ合衆国中間選挙を実施。上院は共和党が過半数を維持、下院は民主党が過半数となりねじれ議会状態に[558]。
- 7日
  - 参院本会議で西日本豪雨や北海道地震の復旧費用を盛り込んだ、9356億円の補正予算が成立[559]。
  -  アメリカのドナルド・トランプ大統領は、ジェフ・セッションズ司法長官を事実上の更迭。マシュー・ウィテカー司法長官首席補佐官が司法長官代理に就任[560]。
  -  ブータンの新首相にロテ・ツェリン（英語版）就任[561]。
  -  国際連合のガッサン・サラメ（英語版）リビア担当特別代表は、同年12月10日にリビアで予定されている総選挙の予定通りの実施は困難と表明、総選挙は2019年実施の見通しに[562]。
  -  マダガスカル大統領選挙（英語版）の第1回目投票を実施。アンドリー・ラジョエリナ元高等暫定統治機構議長が得票率39.2%で1位、マーク・ラヴァルマナナ元大統領が35.3%で2位、現職のヘリー・ラジャオナリマンピアニナは8.8%で3位に終わった。12月19日に決選投票を実施[563][564]。
- 9日
  -  イギリスのジョー・ジョンソン運輸担当閣外相が、メイ首相のEU離脱方針に反発し辞任[565]。
  -  スリランカのシリセーナ大統領が国会を解散。2019年1月5日に総選挙を実施すると発表[566]。13日、最高裁はシリセーナ大統領による国会解散の大統領令を12月7日まで差し止め[567][568]。
  -  韓国大統領府は、金東兗経済副首相兼企画財政部長官と張夏成大統領府政策室長を交代させる人事を発表[569]。
- 12日
  -  マーシャル諸島議会はヒルダ・ハイネ大統領に対する不信任動議を採決。賛成16、反対16で、賛成票が可決に必要な過半数に届かずかろうじて否決[570]。
  -  ドイツキリスト教社会同盟のホルスト・ゼーホーファー党首が辞任を表明[571]。
- 13日
  -  イギリスとEUは、イギリスのEU離脱の条件に関する協定案について実務レベルで合意[572]。
  -  リビアの情勢をめぐって開かれていた国際和平会議が閉幕し、対立各勢力は12月の予定だった選挙を2019年春に延期することで合意[573]。
- 14日
  -  スウェーデン議会は、穏健党党首であるウルフ・クリステルソンの首相就任を賛成154、反対195で承認せず[574]。
  -  スリランカ国会が再開され、シリセーナ大統領が任命したラージャパクサ政権の不信任決議を発声により可決[568]。その後、シリセーナが発声による不信任決議の採決は不適切と指摘したため、16日に国会は改めて不信任決議を可決[575]。
  -  イギリス政府は臨時閣議を開き、EU離脱の条件に関する協定案を賛成多数で承認。翌15日には、ドミニク・ラーブEU離脱大臣、エスター・マクヴェイ労働年金大臣や閣外相ら計6人が合意案に反発して辞任[576]。
  -  イスラエルのアヴィグドール・リーベルマン国防大臣が、ガザ地区を実効支配するハマースとの事実上の停戦を理由に辞任。また、自身が党首を務めるわが家イスラエルを連立政権から離脱させる考えも示した[577]。
  -  フィジー議会総選挙（英語版）を実施。フィジー第一党が27議席で過半数を維持、社会民主自由党（英語版）が21議席で躍進、国民連邦党（英語版）が3議席[578]。
- 17日
  -  イブラヒム・モハメド・ソリがモルディブの大統領に就任[579]。
  -  ペルーのアラン・ガルシア元大統領が大統領時代の汚職疑惑によって裁判所より18カ月の出国停止。同日夜、リマ市内のウルグアイ大使館に亡命を申請[580]。12月3日、ウルグアイのタバレ・バスケス大統領はガルシア元大統領による亡命申請を却下したと発表。同日、ガルシア元大統領はウルグアイ大使館を退去した[581]。
- 18日
  - 兵庫県篠山市で市名を「丹波篠山市」への改称の賛否を問う住民投票及び出直し市長選が実施。市名改称賛成は得票率56.4％で過半数となり、市長選は改称推進派の前職の酒井隆明が再び当選[582]。
  - 愛媛県知事選挙を執行。現職の中村時広が3選[583]。
  - 福岡市長選挙を執行。現職の高島宗一郎が3選[584]。
  - 熊本市長選挙を執行。現職の大西一史が再選[585]。
- 19日
  - 斎藤嘉隆参院議員が立憲民主党に入党届を提出。翌20日に承認[586]。
  -  ボスニア・ヘルツェゴビナ内スルプスカ共和国の大統領にジェリカ・ツヴィヤノヴィッチ首相が就任[587]。
- 20日
  - 衆議院本会議にて、外国人労働者受け入れを拡大する入管難民法などの改正案を巡って立憲民主党が提出した葉梨康弘法務委員長の解任決議案を与党などの反対多数で否決[588]。
  -  ボスニア・ヘルツェゴビナの大統領評議会議長に、前連邦内スルプスカ共和国大統領のミロラド・ドディクが就任[589]。
- 21日
  - 比例九州ブロック選出の園田博之の死去に伴い、宮崎政久元衆議院議員の繰り上げ当選が決定[590]。
  - 国民民主党は、今井雅人衆議院議員と長浜博行参議院議員の離党届を受理せず除籍処分とすることを正式決定[591]。
- 22日 -  サントメ・プリンシペは野党連合が国民議会議長のポストを得る[592]。エバリスト・カルバリョ大統領は、パトリセ・トロボアダ首相率いる政権を承認せず、政権交代へ[593]。
- 23日 -  チェコのアンドレイ・バビシュ首相に資金不正流用疑惑が持ち上がり代議院にて不信任決議案が採決されたが、賛成が92票にとどまり必要な101票に届かず否決[594]。
- 24日
  -  中華民国統一地方選挙を実施し与党・民主進歩党が大敗。蔡英文総統が党主席からの辞任を表明[595]。頼清徳も行政院長（首相に相当）を辞任すると表明したが蔡英文総統が慰留[596]。11月28日、林右昌（英語版）基隆市長を代理主席に選出[597]。
  -  バーレーン総選挙（英語版）の第1回目投票を実施、8議席が確定。12月1日の第2回目投票で残りの議席を選出[598]。
- 25日
  - 和歌山県知事選挙を執行。現職の仁坂吉伸が4選[599]。
  -  EUは臨時の首脳会議を開き、イギリスのEU離脱の条件を定めた協定などで正式合意[600]。
- 26日 - 岩手県警は、この日までに軽米町の山本賢一町長を強制わいせつ容疑で書類送検[601]。
- 27日 - 衆議院本会議にて、外国人労働者受け入れを拡大する入管難民法改正案をめぐり野党6党派が提出した山下貴司法務大臣に対する不信任決議案を与党などの反対多数で否決[602]。その後、同法案は与党などの賛成多数で可決され参院に送付[603]。
- 28日
  - 愛知県尾張旭市の水野義則市長が週刊誌に自身の女性問題が報じられたことを受けて辞職する意向を表明[604]。
  -  ジョージア大統領選挙（英語版）の決選投票を実施。サロメ・ズラビシュヴィリ元外相が得票率59.5％で当選、得票率40.5％のグリゴル・ヴァシャゼ元外相は落選[605]。
- 30日
  - 連合が第25回参議院議員通常選挙に向けた政策協定を立憲民主党、国民民主党とそれぞれ締結[606]。
  - 徳島県三好市議会は、市の広報誌のコラムで政党機関紙の内容を盗用した黒川征一市長に対する問責決議案を可否同数による議長決裁にて可決[607]。

### 12月
- 1日
  -  アンドレス・マヌエル・ロペス・オブラドールがメキシコの大統領に就任[608]。
  -  バーレーン総選挙（英語版）の第2回目投票を実施[609]。
- 2日 -  イスラエル警察は、同国の通信大手に便宜を図った見返りに自身に好意的な報道をするよう求めたとして、ベンヤミン・ネタニヤフ首相とサラ夫人を起訴するよう検察当局に勧告[610]。
- 3日
  -  ホルヘ・ボム・ジェズス（フランス語版）がサントメ・プリンシペの首相に就任[611]。
  -  スリランカの裁判所は、マヒンダ・ラージャパクサに対し首相職務の一時停止を命令[612]。
- 4日 -  バヌアツ議会は、シャーロット・サルウェイ首相に対する不信任決議案を賛成19、反対31、棄権1で否決[613]。
- 5日 -  スイス連邦議会は、2019年度連邦大統領にウエリ・マウラー連邦副大統領、連邦副大統領にシモネッタ・ソマルーガを選出[614]。同時に、連邦参事会を退任するドリス・ロイトハルトとヨハン・シュナイダー＝アマンに代わって、ヴィオラ・アムヘルト下院議員とカリン・ケラー・ズッター上院議長を選出[615]。
- 7日
  - 参議院本会議にて、入管難民法改正案をめぐり野党5党派が提出した横山信一参議院法務委員長の解任決議案、山下貴司法務大臣の問責決議案、安倍晋三内閣総理大臣の問責決議案を与党などの反対多数で否決[616][617][618]。法案は8日未明、与党と日本維新の会、無所属クラブの賛成多数で可決、成立[619]。
  -  ドイツキリスト教民主同盟が党大会を開き、退任するメルケル首相の後継党首にアンネグレート・クランプ＝カレンバウアー幹事長を選出[620]。
- 8日
  - 参議院本会議にて、堂故茂参議院農林水産委員会の解任決議案を与党などの反対多数で否決し、その後、企業の新規参入を促し漁業の生産性を高めるための改正漁業法が可決、成立[621]。
  - 参議院本会議にて、2019年統一地方選挙の投票日に関する特例法が可決、成立[622]。
  - 参議院本会議にて、日本・EU経済連携協定が与党などの賛成多数で可決、承認[622]。
  -  アメリカのドナルド・トランプ大統領はジョン・フランシス・ケリー大統領首席補佐官が年末で辞任すると発表[623]。12月14日、トランプ大統領はミック・マルバニー行政管理予算局長を首席補佐官代行に指名すると発表[624]。
- 9日
  -  ベルギーの中道右派政党・新フラームス同盟が、国連の移民協定締結をめぐる対立を理由に連立政権を離脱し、シャルル・ミシェル首相が内閣を改造[625]。
  -  アルメニア総選挙（英語版）を実施。暫定開票結果で与党連合マイ・ステップ（英語版）が70.44％を得票し、ニコル・パシニャン首相は過半数を得たと宣言[626]。
  -  ペルーで憲法改正の是非を問う国民投票（英語版）が行われ、国会議員の連続再選禁止や政党の政治資金規制強化などは賛成多数、二院制への変更は反対多数となった[627]。
- 10日
  - 第197回国会（臨時国会）会期末[628]。
  - 衆院会派無所属の会が会派総会を開き、会を解散し、希望者が個別に立憲民主党会派に合流する方針を正式決定[629]。
  -  イギリスのテリーザ・メイ首相は「明日投票があれば、合意案は大差で否決される」とし、11日に予定していたEU離脱案の議会採決の延期を表明[630]。
- 11日
  -  韓国検察は、公職選挙法違反（虚偽事実公表）などの罪で李在明京畿道知事を在宅起訴[631]。
  -  タイの軍事政権は2014年のクーデター以降禁止してきた政党の政治活動を解禁すると発表[632]。
- 12日
  -  イギリス保守党はテリーザ・メイ党首（首相）に対する信任投票を行い、信任200人、不信任117人で可決。それに先立ち、メイ首相は2022年に予定される総選挙より前に首相を退任する意向を表明[633]。
  -  ポーランド下院議会はマテウシュ・モラヴィエツキ内閣に対する信任決議案を賛成231、反対181で可決し信任[634]。
  -  アメリカのニューヨーク連邦地裁は、2016年の大統領選期間中にトランプ大統領と不倫関係にあったとされる女性に多額の口止め料を支払った選挙資金関連法違反や脱税などの罪で、トランプ大統領の元個人弁護士マイケル・コーエン（英語版）に禁錮3年の実刑判決を言い渡した[635]。
- 13日 -  黄色いベスト運動に対するエドゥアール・フィリップ内閣の対応を批判し野党がフランス国民議会（下院）に不信任決議案を提出。採決の結果は賛成70票にとどまり、可決に必要な289票に届かず否決[636]。
- 14日 -  スウェーデン議会は、ステファン・ロベーン首相の続投を賛成116、反対200、棄権28で承認せず[637]。
- 15日
  -  スリランカのマイトリーパーラ・シリセーナ大統領によって任命されたマヒンダ・ラージャパクサ首相が辞任を表明[638]。翌16日、シリセーナ大統領はラニル・ウィクラマシンハを再度首相に任命し、憲政危機がひとまず収束[639]。
  -  アメリカのドナルド・トランプ大統領は、汚職疑惑が浮上していたライアン・ジンキ内務長官が年内で辞任するとツイッターで発表[640]。
- 16日
  -  ジョージア大統領にサロメ・ズラビシュヴィリ元外相が就任[641]。
  - 佐賀県知事選挙を執行。現職の山口祥義が再選[642]。
- 18日
  -  ベルギーで野党がシャルル・ミシェル政権に対する不信任決議案の提出を検討し始めたことを受け、ミシェル首相が辞任表明[643]。
  -  ボスニア・ヘルツェゴビナ内スルプスカ共和国の首相にラドヴァン・ビシュコヴィッチ（英語版）を選出[644]。
- 19日
  - 最高裁判所大法廷、一票の格差 が最大1.98倍となった第48回衆議院議員総選挙の選挙無効を求めた16件の訴訟の上告審判決で、合憲とする統一判断を示し上告を棄却[645]。
  -  フランス政府は海外準県ウォリス・フツナの次期行政長官にティエリー・ケフェレック(Thierry Queffelec)を任命。2019年1月7日に着任予定[646]。
  -  ブラジル検察当局がミシェル・テメル大統領を汚職と資金洗浄の疑いで起訴[647]。
  -  マダガスカル大統領選挙（英語版）の決選投票を実施。アンドリー・ラジョエリナ元高等暫定統治機構議長が得票率55.7%を獲得し当選。マーク・ラヴァルマナナ元大統領は44.3%にとどまった[648]。
- 20日
  - 山口県美祢市の西岡晃市長が、自身の海外出張の際の不適切な行動への問題の責任を取るとして辞職を表明。同日の美祢市議会本会議で12月31日付での市長辞職が承認された[649]。
  -  アメリカのドナルド・トランプ大統領はジェームズ・マティス国防長官が来年2月に退任すると発表[650]。 23日、トランプ大統領はマティス国防長官の退任を前倒しし2019年1月1日付でパトリック・シャナハン国防副長官を長官代行に充てる人事を発表[651]。
  -  ルーマニア議会は、ヴィオリカ・ダンチラ首相に対する不信任決議案を採決。可決には233票が必要だったが賛成161票にとどまり否決[652]。
  -  トーゴ総選挙（英語版）を実施。暫定結果で与党・共和国連合（英語版）が91議席のうち過半数の59議席を獲得[653]。
- 21日 -  ガイアナ議会は、モーゼス・ナガムートゥー（英語版）首相に対する不信任決議案を賛成33、反対32で可決[654]。
- 23日 - 宮崎県知事選挙執行。現職の河野俊嗣が3選[655]。
- 24日 -  セントクリストファー・ネイビス議会は、ティモシー・ハリス（英語版）首相に対する不信任決議案を否決[656]。
- 25日
  - 長浜博行元環境大臣ら参議院議員4人が立憲民主党に入党。これに伴い、立憲民主党は衆参ともに野党第1党になった[657]。
  - 三重県伊賀市議会は、市政運営が「独善的」などとして提出された岡本栄市長の不信任決議案を13対11で否決。追加提出された問責決議案は15対8で可決[658]。
- 26日 -  イスラエル国会は、国会を解散する法案を可決し、前倒し総選挙を2019年4月9日に行うことを決定[659]。
- 29日 -  イタリア下院議会は、ジュゼッペ・コンテ首相に対する信任決議案を賛成327票、反対228票で可決し信任[660]。
- 30日
  - 環太平洋パートナーシップ協定が発効[661]。
  -  バングラデシュ総選挙（英語版）を実施。300議席中、アワミ連盟が259議席、国民党（英語版）が20議席、バングラデシュ民族主義党が5議席獲得[662]。
  -  アフガニスタンの選挙管理委員会は、2019年4月20日に実施を予定していた大統領選挙を、システムの不備を理由に同年7月20日に延期すると決定[663]。
- 31日 -  アメリカが国際連合教育科学文化機関を脱退[664]。

### 年間
- 本年は国政選挙が全く実施されなかった。前期補欠選挙は4月22日、後期補欠選挙は10月28日の投開票予定であったが、実施はなかった。

## 死去

### 1月
- 6日 - ジム・アンダートン： 第15代ニュージーランド副首相（* 1938年）[665]
- 7日 - ピーター・サザーランド： 世界貿易機関初代事務局長（* 1946年）[666]
- 8日 - ジョージ・マクスウェル・リチャーズ（英語版）： 第4代トリニダード・トバゴ大統領（* 1931年）[667]
- 9日 - オドヴァル・ノルドリ（英語版）： 元ノルウェー首相（* 1927年）[668]
- 16日 - オリベル・イバノビッチ（英語版）： 元セルビア共和国・コソボ担当省副大臣（* 1953年）[18]
- 17日 - ロイ・ベネット（英語版）： ジンバブエ上院議員（* 1957年）[669]
- 18日
  - スタンスフィールド・ターナー（英語版）： 第12代アメリカ合衆国中央情報局長官（* 1923年）[670]
  - ルーカス・マンゴーペ： 南アフリカ共和国・初代ボプタツワナ大統領（* 1923年）[671]
- 26日 - 野中広務：元自由民主党衆議院議員、第63代内閣官房長官、第34代自民党幹事長（* 1925年）[672]
- 29日 - イオン・チュブク（英語版）： 第4代モルドバ共和国首相（* 1943年）[673]
- 31日 - レオニド・カデニューク： 元ウクライナ最高議会議員（* 1951年）[674]

### 2月
- 1日 - 田中昭二：元公明党衆議院議員（* 1927年）[675]
- 14日
  - ルード・ルベルス（英語版）： 元オランダ首相、元国際連合難民高等弁務官（* 1939年）[676]
  - モーガン・ツァンギライ： 第2代ジンバブエ首相（* 1952年）[677]
- 27日 - 平山誠：元参議院議員【新党日本・新党大地・真民主・みどりの風】（* 1952年）[678]

### 3月
- 2日
  - 奥田幹生：元自由民主党衆議院議員、第145代文部大臣（* 1928年）[679]
  - サラムベク・カジエフ（ロシア語版）： 元チェチェン共和国国民復興政府議長（* 1941年）[680]
- 3日
  - 芦沢一明：元渋谷区議会議長（* 1965年）[681]
  - ヴィルギリユス・ノレイカ： 元リトアニア・ソビエト社会主義共和国最高会議議員（* 1935年）[682]
- 7日 - レイナルド・ビニョーネ： 元アルゼンチン大統領（* 1928年）[683]
- 8日 - トーゴー・D・ウェスト・ジュニア： 第3代アメリカ合衆国退役軍人長官（* 1942年）[684]
- 17日 - ファン・ヴァン・カイ： 第5代ベトナム社会主義共和国首相（* 1933年）[685]
- 18日
  - バルカット・グーラド・ハマドゥー（英語版）： 第4代ジブチ共和国首相（* 1930年）[686]
  - 李敖： 元中華民国立法委員（* 1935年）[687]
- 19日 - ヴィクトル・エリン： 元ロシア連邦内務大臣（* 1944年）[688]
- 20日 - ピーター・G・ピーターソン（英語版）： 第20代アメリカ合衆国商務長官（* 1926年）[689]
- 21日 - 大沼明穂：静岡県沼津市長（* 1959年）[690]
- 24日 - ホセ・アントニオ・アブレウ： 元ベネズエラ文化大臣（* 1939年）[691]
- 30日
  - アンドレ・ボ＝ボリコ・ロコンガ： 元ザイール共和国国家第一委員（* 1934年）[692]
  - 清水裕：愛媛県大洲市長（* 1954年）[693]
- 31日 - 岡崎洋：元神奈川県知事（* 1932年）[694]

### 4月
- 1日 - エフライン・リオス・モント： 第26代グアテマラ大統領（* 1926年）[695]
- 2日 - ウィニー・マンデラ： 南アフリカ共和国国会議員（* 1936年）[696]
- 6日
  - ダニエル・K・アカカ： 元アメリカ合衆国下院議員、上院議員（* 1924年）[697]
  - 吉川芳男：元自由民主党参議院議員、第68代労働大臣（* 1931年）[698]
- 9日
  - 坂上富男：元衆議院議員【日本社会党・民主党所属】（* 1927年）[699]
  - イヴァン・ミャータン： 元スロバキア文化相、人民党・民主スロバキア運動総裁（* 1958年）[700]
- 16日 - 都築譲：元参議院議員、衆議院議員【あいち改革推進協議会、新進党、自由党、民主党所属】、愛知県一色町長（* 1950年）[701]
- 19日 - サーレハ・アリ・アル＝サマド（英語版）： イエメンの反政府勢力フーシの政治部門指導者、最高政治評議会議長（元首格）（* 1979年）[214]
- 23日 - 井本勇：元佐賀県知事（* 1925年）[702]
- 27日 - アルバロ・アルズ： 第32代グアテマラ大統領（* 1949年）[703]
- 29日 - ルイス・ガルシア・メサ・テハダ（英語版）： 元ボリビア大統領（* 1929年）[704]

### 5月
- 2日 - 熊本哲之：元東京都世田谷区長、第35代東京都議会議長（* 1931年）[705]
- 3日 - アフォンソ・ドラカマ（英語版）： モザンビーク民族抵抗運動党首（* 1953年）[706]
- 4日 - トニー・スティール（英語版）： 元ニュージーランド議会議員（* 1941年）[707]
- 6日 - ハーリド・モヘユッディーン（英語版）： エジプト国民統一進歩党創設者（* 1922年）[708]
- 17日 - ニコル・フォンテーヌ： 元欧州議会議員・議長（* 1942年）[709]
- 18日 - 孫孚凌（中国語版）： 元中華人民共和国全国政治協商会議副主席（* 1921年）[710]
- 21日 - ペドロ・テノリオ： 元北マリアナ諸島知事（* 1934年）[711]
- 27日 - アリー・ロトフィ・マフムード（英語版）： 元エジプト首相（* 1935年）[712]
- 28日
  - オラ・ウルステン（英語版）： 元スウェーデン首相、外相（* 1931年）[713]
  - セルジュ・ダッソー（英語版）： 元フランス上院議員（* 1925年）[714]

### 6月
- 3日 - フランク・カールッチ： 第16代アメリカ合衆国国防長官（* 1930年）[715]
- 8日 - 谷川和穂：元自由民主党衆議院議員、第49代法務大臣（* 1930年）[716]
- 14日 - マウラナ・ファズルッラー： パキスタン・ターリバーン運動最高指導者（* 1974年）[717]
- 15日 - 吉泉秀男：元社会民主党衆議院議員（* 1948年）[718]
- 17日 - 趙南起： 元中華人民共和国全国政治協商会議副主席（* 1927年）[719]
- 22日 - ニエルシュ・レジエ（ハンガリー語版）： 元ハンガリー財務大臣、元ハンガリー社会主義労働者党政治執行委員会議長（* 1923年）[720]
- 23日 - 金鍾泌： 第11代・第31代大韓民国国務総理（* 1926年）[721]
- 24日 - 中沖豊：元富山県知事（* 1927年）[722]
- 25日 - 長野祐也：元自由民主党衆議院議員（* 1939年）[723]
- 26日 - アンリ・ナンフィ（英語版）： 第35代ハイチ大統領（* 1932年）[724]
- 28日 - アブドゥル・カディル（英語版）： ガイアナ元国会議員、元リンデン市長（* 1954年）[725]
- 29日 - 松崎公昭：元衆議院議員【新進党・国民の声・民政党・民主党】（* 1943年）[726]

### 7月
- 4日 - ブーカリー・アッジ（英語版）： 元ニジェール首相（* 1939年）[727]
- 7日 - フィルズ・ムスタファエフ（英語版）： 元アゼルバイジャン首相代行（* 1933年）[728]
- 8日 - ロバート・D・レイ（英語版）： 元アメリカ合衆国・アイオワ州知事（* 1928年）[729]
- 9日 - ピーター・キャリントン： イギリス貴族院議員、元外務英連邦大臣、元国防大臣、元NATO事務総長（* 1919年）[730]
- 10日
  - ミカライ・ジェミャンツェイ（英語版、ロシア語版）： 元白ロシア・ソビエト社会主義共和国最高会議議長、元ベラルーシ共和国最高会議（英語版）議長（* 1930年）[731]
  - 胡勝正（中国語版）： 第10代中華民国行政院経済建設委員会主任委員、第3代金融監督管理委員会主任委員（* 1940年）[732]
- 13日 - トールヴァル・ストルテンベルク（英語版）： 元ノルウェー外務大臣、元国際連合難民高等弁務官（* 1931年）[733]
- 14日 - テオ・ベン・グリラブ（英語版）： 第2代ナミビア首相、初代外相（* 1938年）[734]
- 19日 - 佐々木静子：元日本社会党参議院議員（* 1926年）[735]
- 21日 - 松本龍：元衆議院議員【日本社会党、社会民主党、民主党】、第15代環境大臣（* 1951年）[736]
- 22日 - 及川順郎：元公明党参議院議員（* 1937年）[737]
- 23日 - 魯会燦： 韓国正義党院内代表（*1956年）[399]
- 25日 - ルイス・ネイティング（スペイン語版）： パラグアイ農牧相（* 1968年）[738]
- 26日 - アデム・デマチ（英語版）： 元コソボ解放軍政治部代表（* 1936年）[739]
- 27日 - 山口武平：元茨城県議会議長、元全国都道府県議会議長会長 （* 1921年）[740]
- 29日 - 吉田公一：元衆議院議員【新生党・新進党・太陽党・民政党・民主党】（* 1940年）[741]

### 8月
- 2日 - キム・メンゴン（朝鮮語版）： 元大韓民国国会議員、元金海市長（* 1945年）[742]
- 6日 - ポール・ラクサルト（英語版）： 元アメリカ合衆国上院議員、第22代ネバダ州知事（* 1922年）[743]
- 7日 - M・カルナーニディ： インド・タミル・ナードゥ州の元州首相、ドラーヴィダ進歩党党首（* 1924年）[744]
- 8日 - 翁長雄志：沖縄県知事、前沖縄県那覇市長（* 1950年）[415][745]
- 9日 - 斉藤滋与史：元自由民主党衆議院議員、第44代建設大臣、第47・48代静岡県知事（* 1918年）[746]
- 11日 - 須藤美也子：元日本共産党参議院議員（* 1935年）[747]
- 15日 - リタ・ボルセリーノ（英語版）： 元欧州議会議員（* 1945年）[748]
- 16日
  - アタル・ビハーリー・ヴァージペーイー： 第13・16代インド首相、元外相（* 1926年）[749]
  - 金永春： 元朝鮮民主主義人民共和国人民武力部長（* 1936年）[750]
- 18日 - コフィー・アナン： 第7代国際連合事務総長（* 1938年）[751]
- 20日 - ウリ・アブネリ： イスラエルの急進左翼政党「メリ（英語版）」創設者（* 1923年）[752]
- 25日 - ジョン・シドニー・マケイン3世： アメリカ合衆国の上院軍事委員会委員長、2008年大統領選挙の共和党候補者（* 1936年）[753]
- 31日 - アレクサンドル・ザハルチェンコ： ドネツク人民共和国大統領・閣僚会議議長（* 1976年）[754]

### 9月
- 2日 - 井出正一：元衆議院議員 【自由民主党、新党さきがけ】、元新党さきがけ代表、第78代厚生大臣（* 1939年）[755]
- 3日 - 朱奎昌： 元朝鮮民主主義人民共和国国防委員会委員、元朝鮮労働党機械工業部長（* 1928年）[756]
- 4日 - バートランド・オズボーン（英語版）： 英領モントセラトの元自治政府首相（* 1935年）[757]
- 6日 - オレグ・ロボフ： 元ロシア共和国副首相・首相代行、元安全保障会議書記（* 1937年）[758]
- 7日 - 橋本英教：元自由民主党衆議院議員（* 1967年）[759]
- 8日
  - 高田勇：元長崎県知事（* 1926年）[760]
  - ゲンナジー・ガグリア（英語版）： アブハジアの首相（* 1948年）[463]
- 13日 - 林乎加（中国語版）： 元中華人民共和国農業部長、元北京市長（* 1916年）[761]
- 15日 - 藤原正司：元民主党参議院議員（* 1946年）[762]
- 18日 - 入沢肇：元自由民主党参議院議員（* 1940年）[763]
- 20日 - モハメッド・カリム・ラムラニ（英語版）： 元モロッコ首相（* 1919年）[764]
- 21日
  - チャン・ダイ・クアン： ベトナム社会主義共和国主席（* 1956年）[482]
  - ヴィターリー・マソル： 第3代ウクライナ首相（* 1928年）[765]
- 22日 - エドナ・モレワ（英語版）： 元南アフリカ共和国環境大臣（* 1957年）[766]
- 28日 - バーナバス・シブシソ・ドラミニ： 元エスワティニ（スワジランド）首相（* 1942年）[767]

### 10月
- 1日 - ドー・ムオイ： 第3代ベトナム社会主義共和国首相、第4代ベトナム共産党中央委員会書記長（* 1917年）[768]
- 2日 - 則武真一：元日本共産党衆議院議員（* 1931年）[769]
- 4日 - 服部信明：神奈川県茅ヶ崎市長（* 1961年）[770]
- 11日 - 仙谷由人：第78代内閣官房長官、第86代法務大臣（* 1946年）[771]
- 16日 - イスマイル・アマット（英語版）： 元中華人民共和国国家民族事務委員会主任（* 1935年） [772]
- 18日 - アブドゥッラフマーン・スワール・アッ＝ザハブ（英語版）： スーダンの元暫定軍事評議会議長（国家元首としては6代目）（* 1934年）[773]
- 20日 - ウィム・コック： 第48代オランダ王国首相（* 1938年）[774]
- 26日 - 佐藤きよ子：元衆議院議員（* 1919年）[775]

### 11月
- 2日 - マウラナ・サミウルハク（英語版）： 元パキスタン上院議員（* 1937年）[776]
- 4日
  - 坂本剛二：元衆議院議員【自由民主党・新党みらい・自由改革連合・新進党】（* 1944年）[777]
  - パドマ・ラトナ・トゥラダール： 元ネパール厚生労働大臣（* 1940年）[778]
- 11日 - 園田博之：衆議院議員【自由民主党・たちあがれ日本・太陽の党・日本維新の会・次世代の党】（* 1944年）[779]
- 12日 - 加治屋義人：元自由民主党参議院議員（* 1938年）[780]
- 14日 - 鍾士元： 元香港行政会議召集人（* 1917年）[781]
- 15日 - 仲村正治：元衆議院議員【自由民主党・新生党・新進党】（* 1931年）[782]
- 17日 - 近藤基彦：元自由民主党衆議院議員（* 1954年）[783]
- 18日 - 中尾栄一：元自由民主党衆議院議員、第63代建設大臣、第54代通商産業大臣（* 1930年） [784]
- 19日
  - アリ・ロドリゲス・アラケ（英語版）： 元南米諸国連合事務総長、元石油輸出国機構事務総長、元ベネズエラ外務大臣（* 1937年）[785]
  - アピサイ・イエレミア： 第11代ツバル首相、元外相（* 1955年）[786]
- 30日 - ジョージ・H・W・ブッシュ： 第41代アメリカ合衆国大統領（* 1924年）[787]

### 12月
- 3日 - キム・チョルマン： 朝鮮労働党中央委員会委員、最高人民会議代議員（* 1920年）[788]
- 4日 - ニカ・ルルア： 元ジョージア文化・遺跡保護大臣（* 1968年）[789]
- 7日 - ベリサリオ・ベタンクール・クアルタス（英語版）： 元コロンビア大統領（* 1923年）[790]
- 8日 - 王瑞林（中国語版）： 元中国共産党中央軍事委員会委員（* 1930年）[791]
- 9日 - ロバート・セルマー・バーグランド： 第20代アメリカ合衆国農務長官（* 1928年）[792]
- 10日 - 江丙坤： 元中国国民党副主席（* 1932年）[793]
- 15日 - ギルマ・ウォルドギオルギス： 第5代エチオピア連邦民主共和国大統領（* 1924年）[794]
- 18日 - トゥラシー・ギリ： 第29・31・36代ネパール首相、元第一大臣、元外務大臣（* 1926年）[795]
- 19日 - トムル・ダワマト（英語版）： 第7代新疆ウイグル自治区主席（* 1927年）[796]
- 22日
  - ロベルト・スアソ・コルドバ（スペイン語版）： 元ホンジュラス大統領（* 1927年）[797]
  - パディ・アシュダウン（英語版）： 元イギリス自由民主党党首（* 1941年）[798]
- 24日 - マフムード・ハーシェミー・シャーフルーディー（英語版）： イラン公益判別会議議長（* 1948年）[799]
- 25日 - 鴻池祥肇：参議院議員、元防災担当大臣、元内閣官房副長官（* 1940年）[800]
- 26日 - 北川知克：衆議院議員、元環境副大臣、元環境大臣政務官（* 1951年）[801]
- 28日
  - アブデルマレク・ベンハビレス（英語版）： アルジェリア元憲法委員会議長（元首格）、元在日本アルジェリア大使（* 1921年）[802]
  - シェフ・シャガリ： 元ナイジェリア連邦共和国大統領（* 1925年）[803]